# Doppelkastell Kirchlibuck-Sidelen

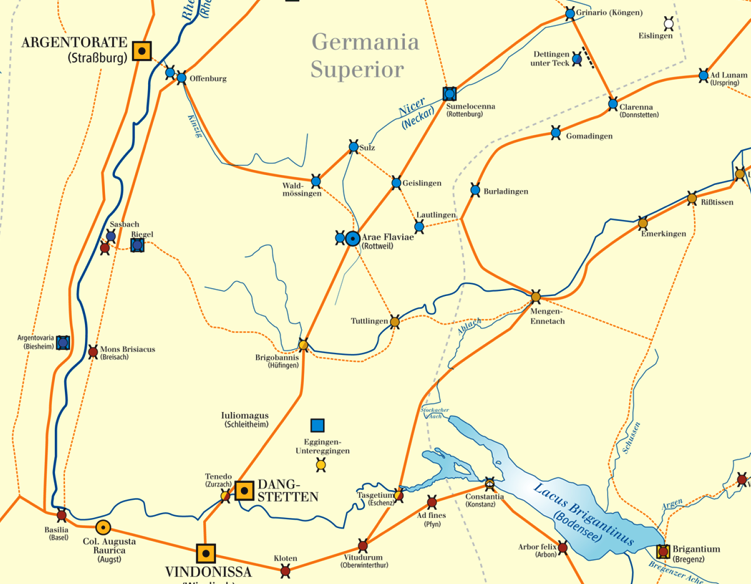
Römerstraßen und Kastelle in der Region Hochrhein-Donau-Neckar

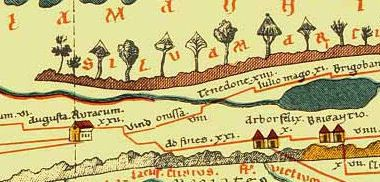
Ausschnitt der Tabula Peutingeriana mit der Etappe Tenedone, Schwarzwald (Silva Marciana), Rhein und Bodensee. Die
Lage der angegebenen Orte ist durch einen Linienknick in der Straßenführung markiert

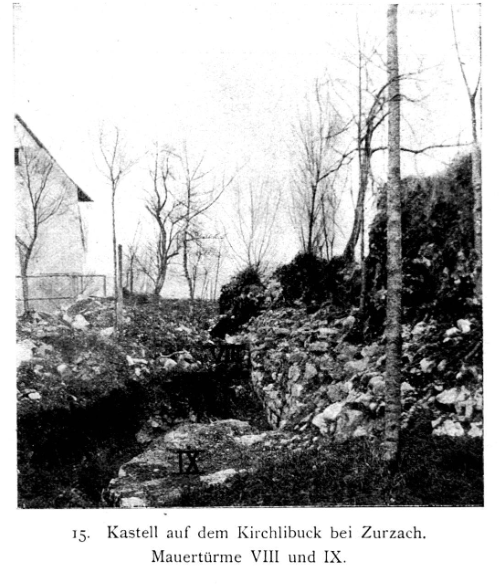
Die Südmauer zwischen Turm VIII und IX am Kirchlibuck, Grabungsfoto von 1903

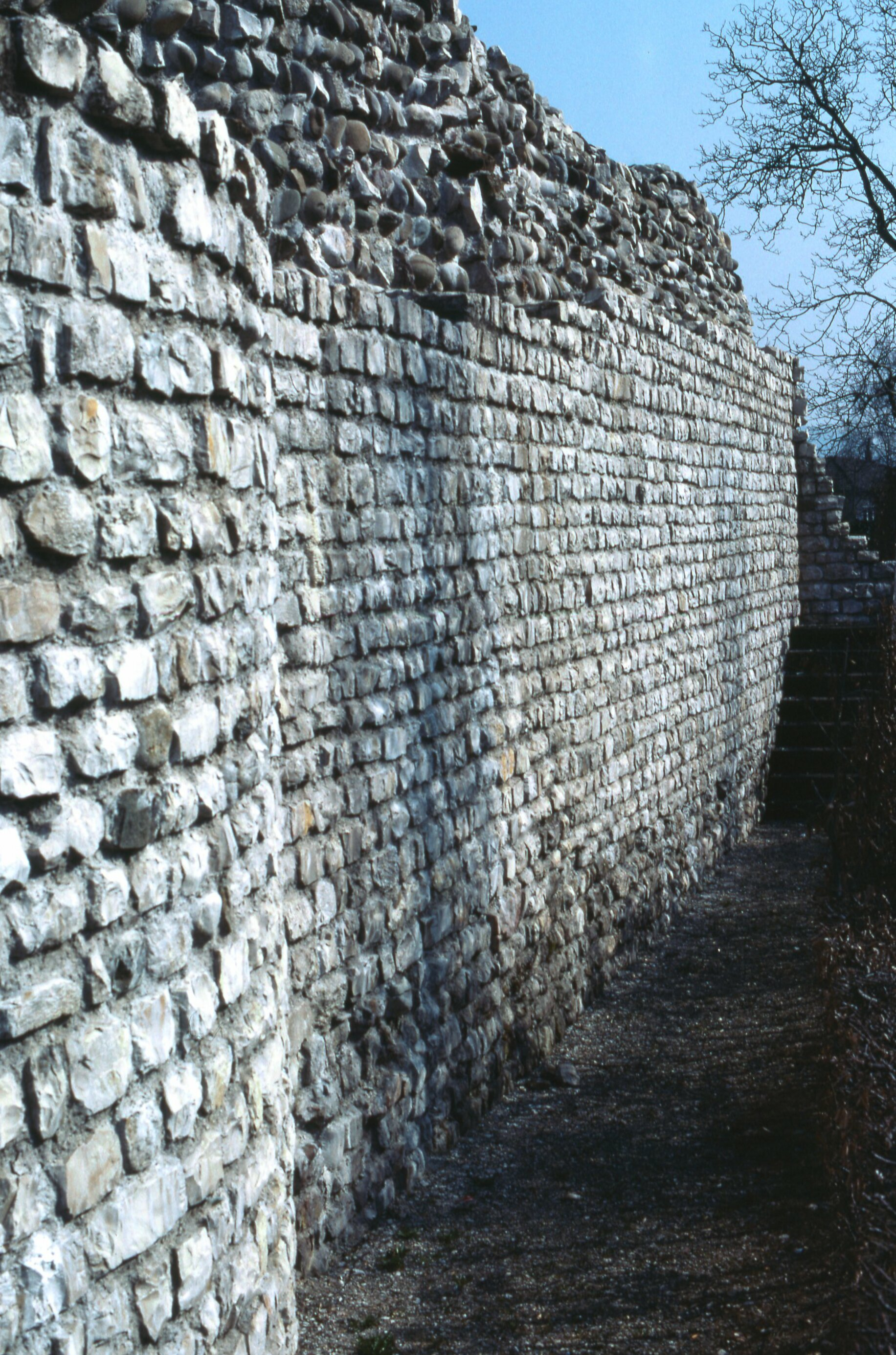
Nahansicht der restaurierten Südmauer, Bruchsteinkern und äußere Quaderverschalung (1983)

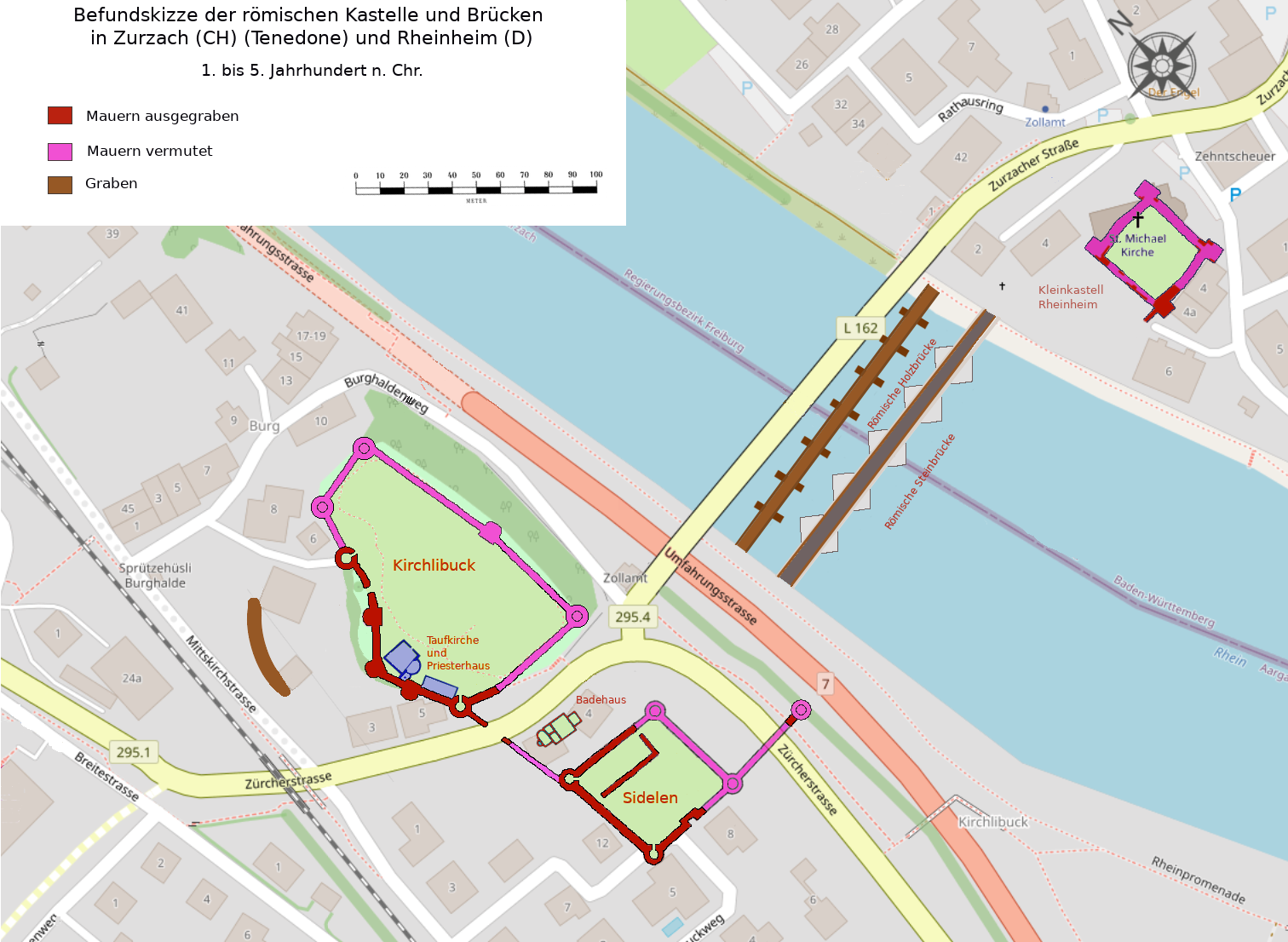
Heutige Lage des spätrömischen Brückenkopfes mit Umzeichnung nach dem Forschungsstand von 1907–1987

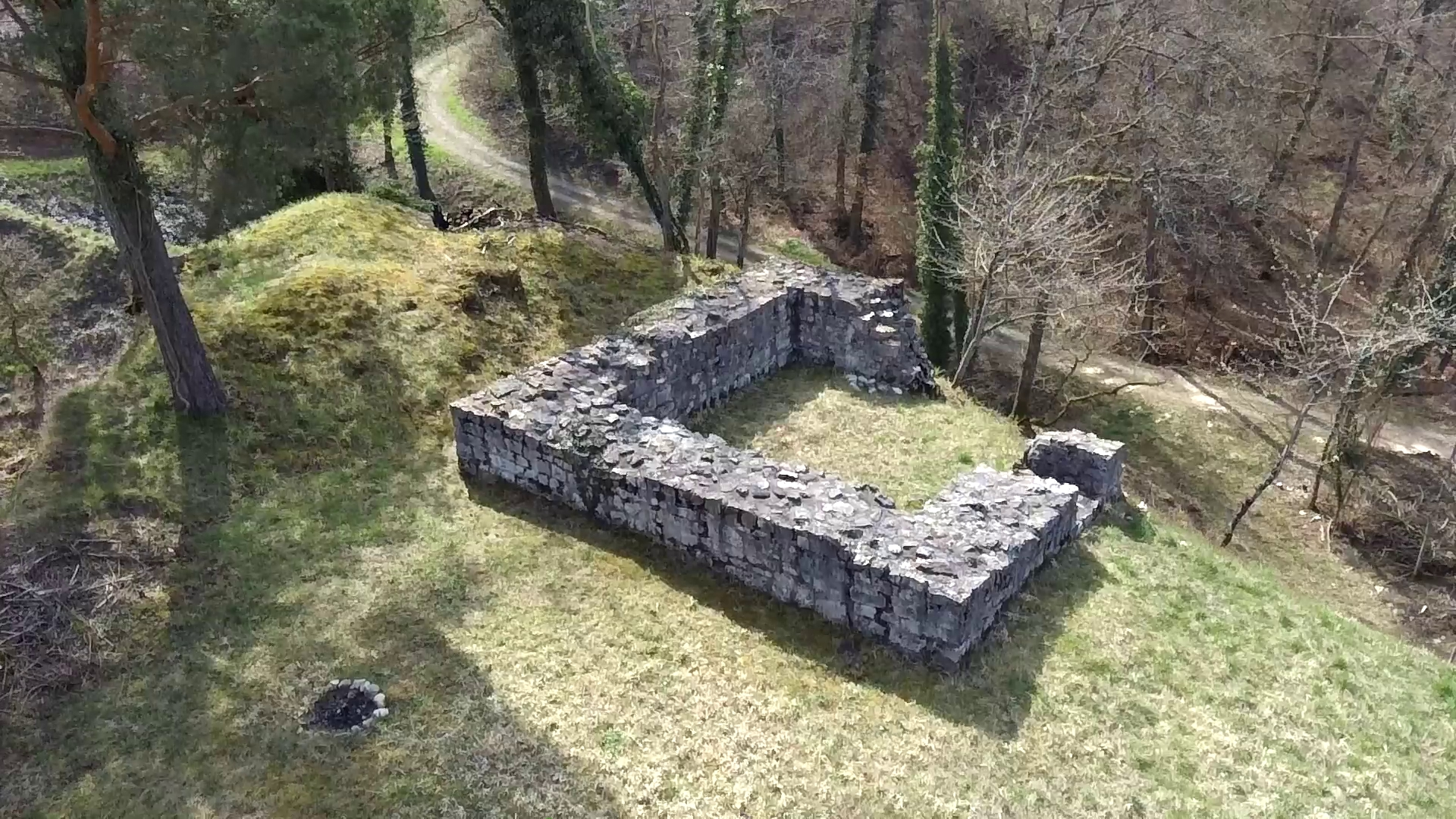
Spätrömischer Wachturm im Sandgraben, seine Überreste liegen auf einem Felssporn über dem Rhein, sind aber in der Zwischenzeit durch die seitlichen Abbauhalden der Steinbrüche alleinstehend auf einem Hügel zu finden

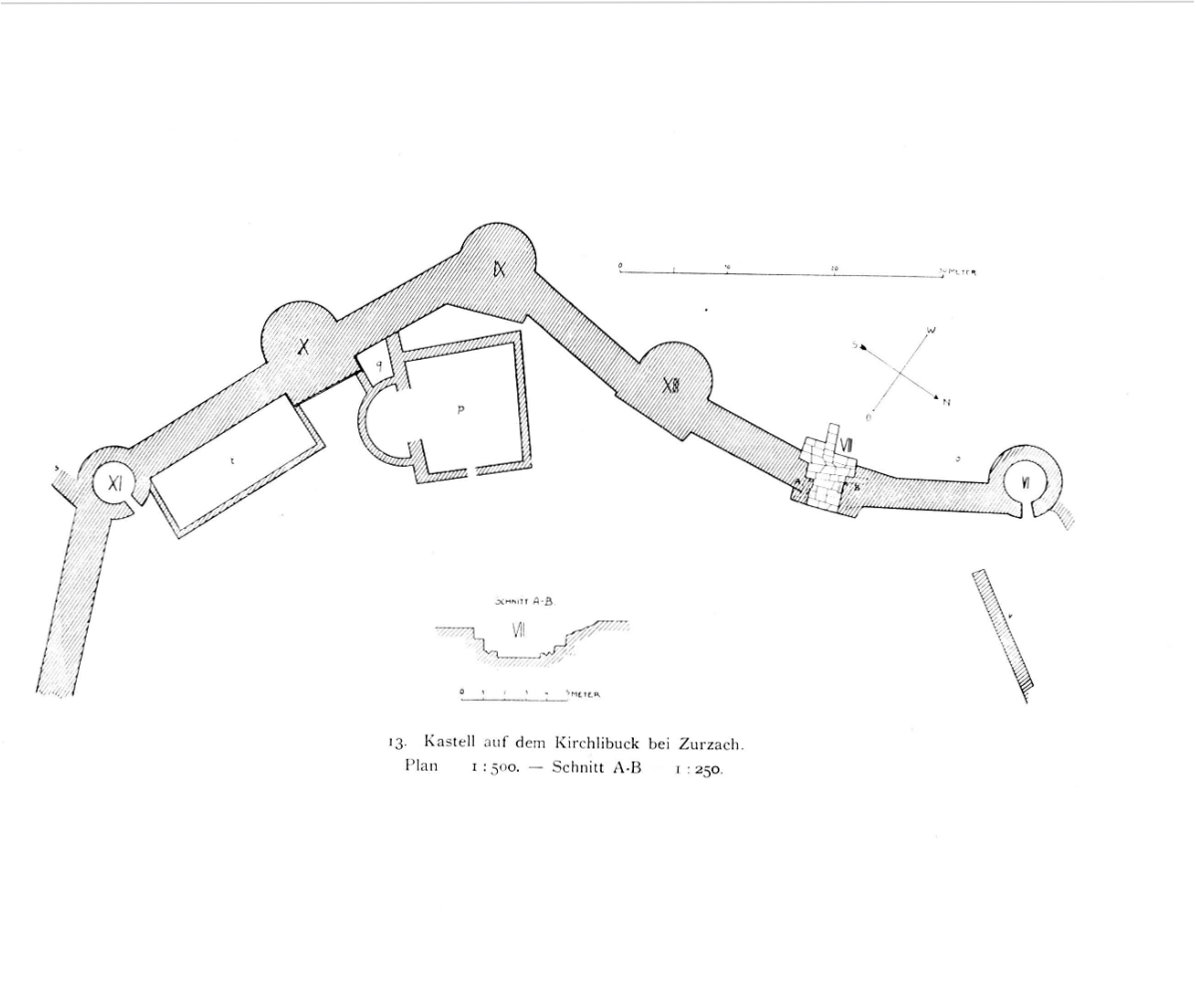
Befundplan der Südmauer des Kastells am Kirchlibuck (Westkastell) mit frühchristlicher Kirche und Priesterwohnhaus (1907)

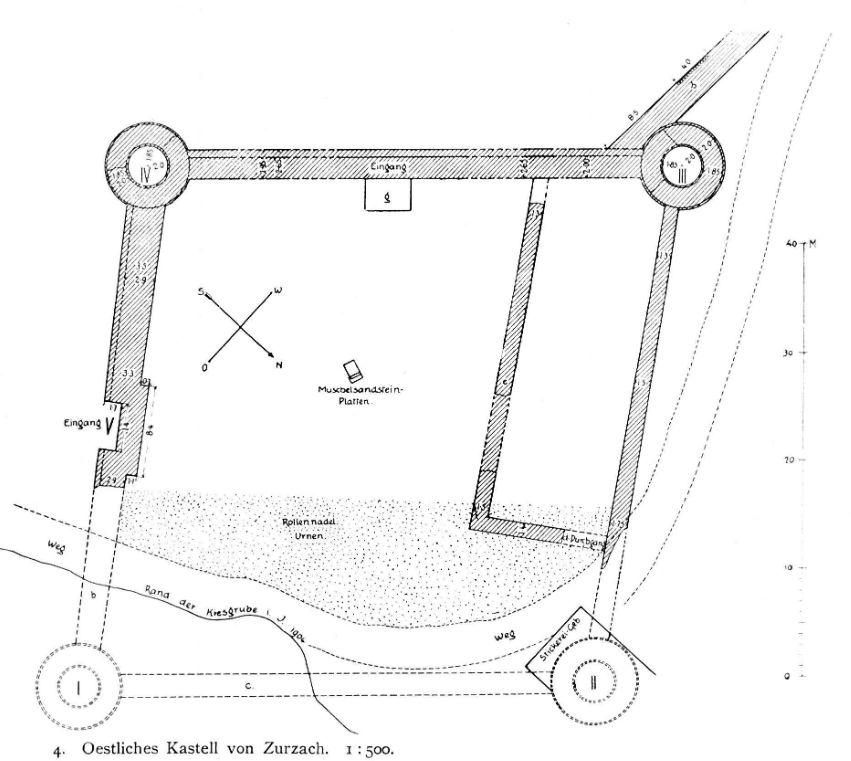
Befundplan des Kastells am Sidelen (Ostkastell) (1907)

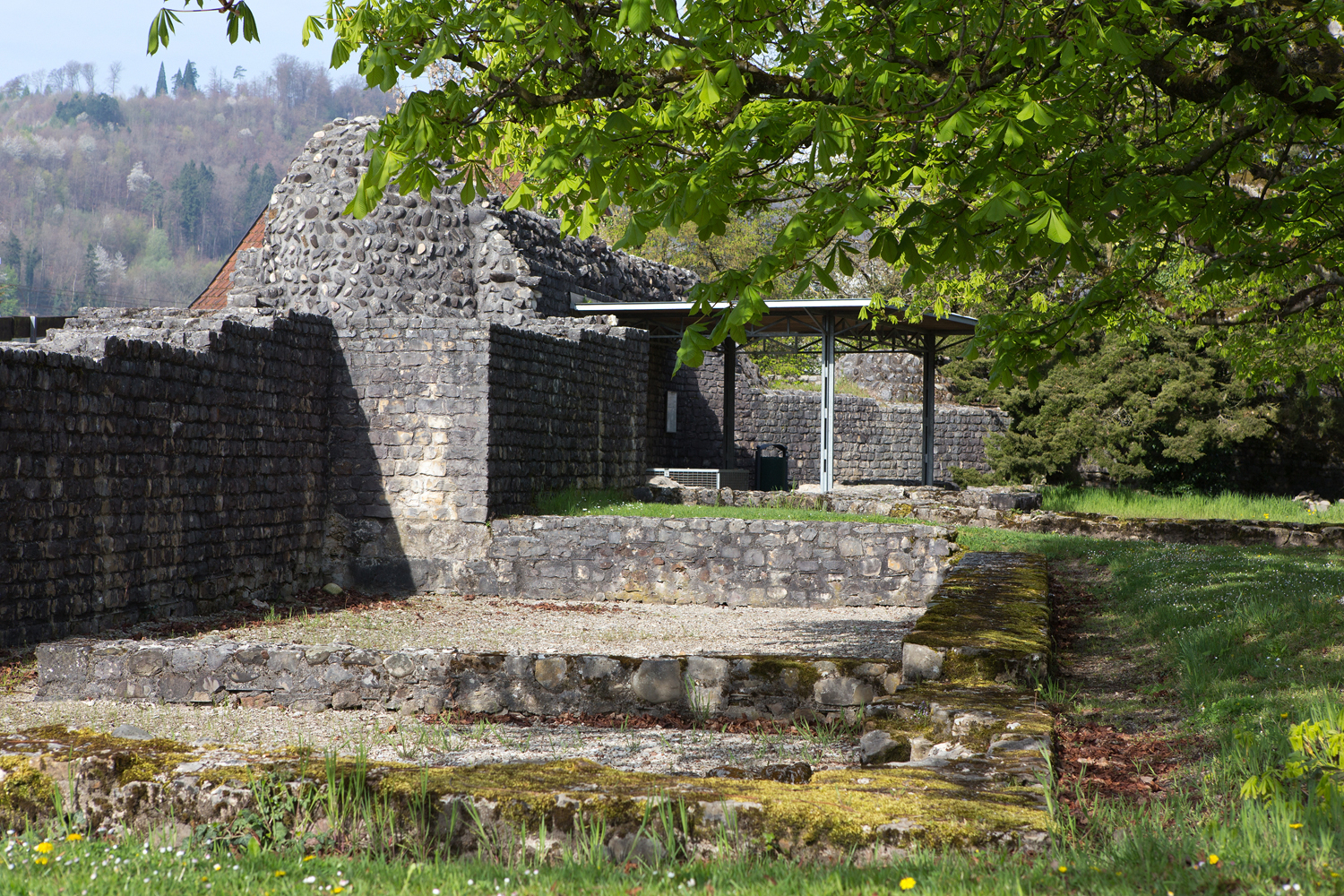
Mauerreste des Hufeisenturms X auf dem Kirchlibuck

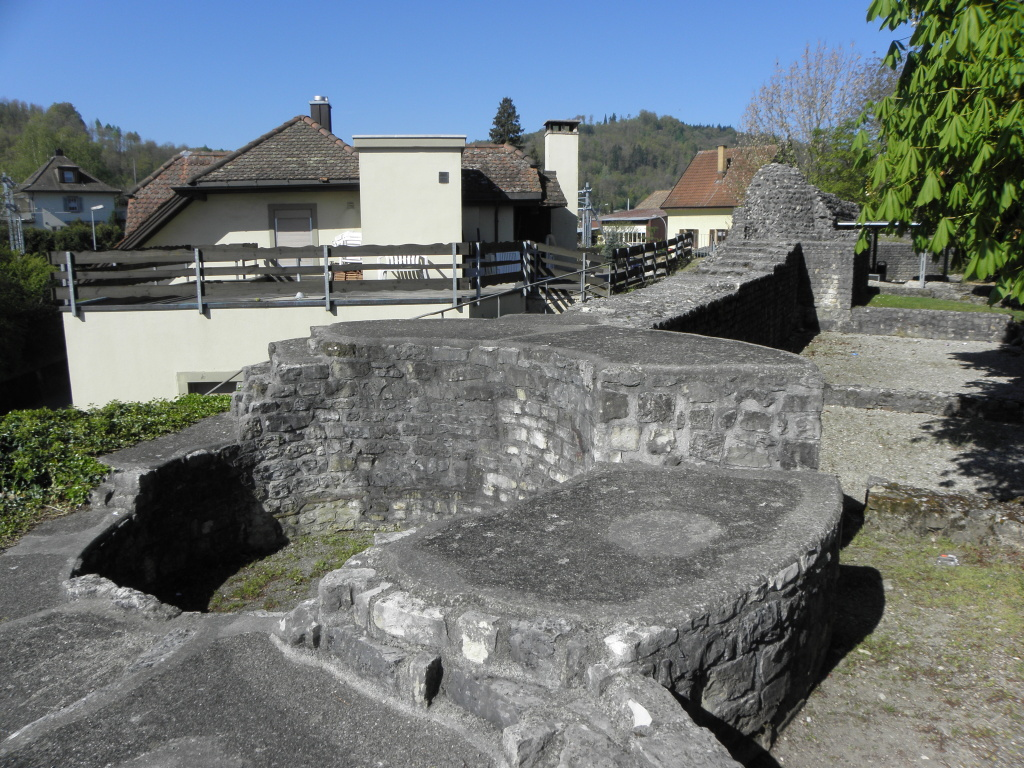
Grundmauern des SW-Rundturm (XI) auf dem Kirchlibuck

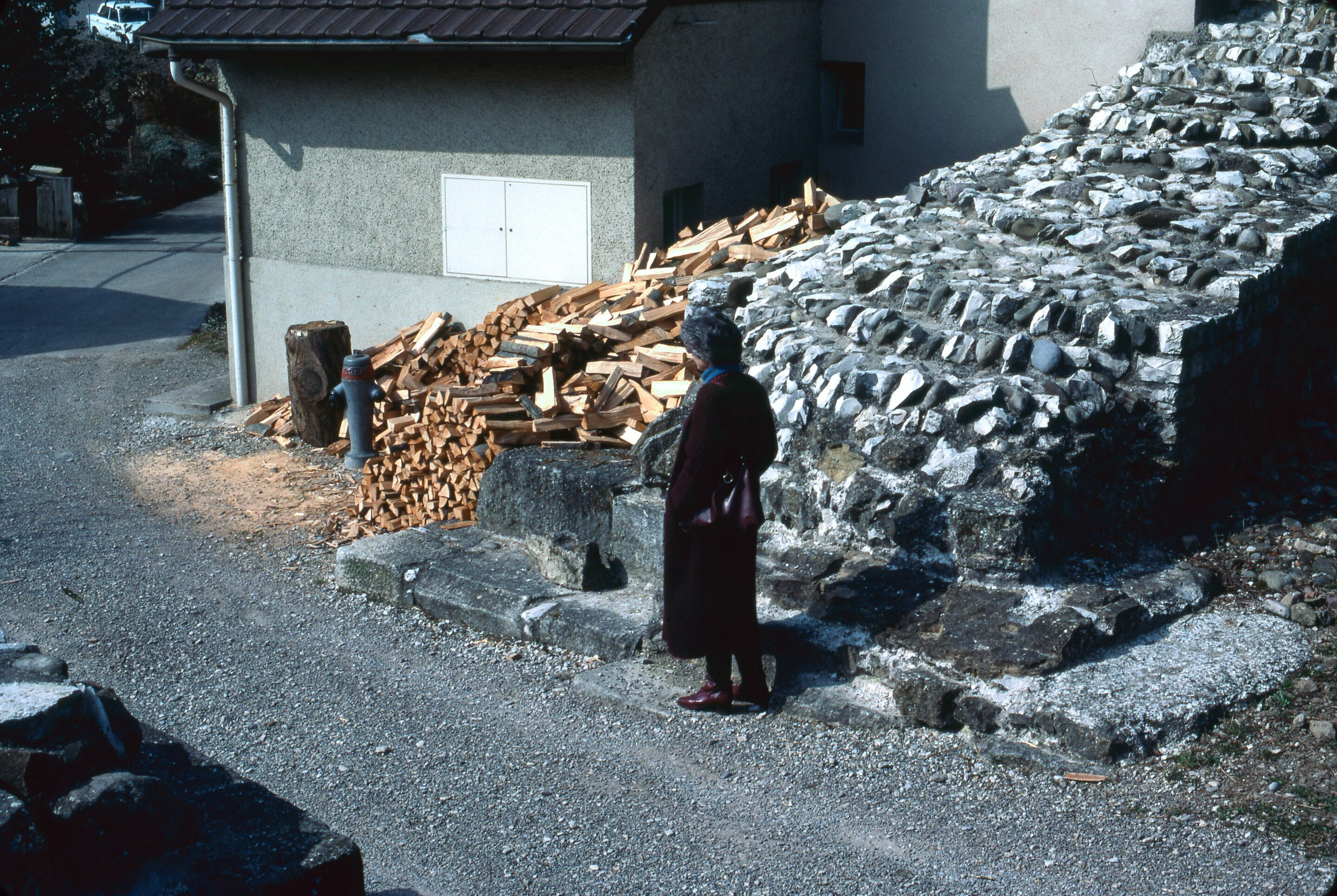
Überreste des Kastelltores am Kirchlibuck (1983)

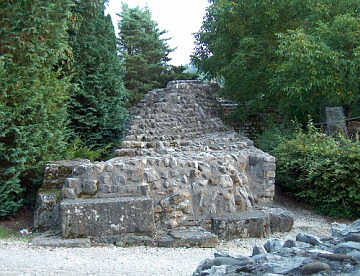
Kastelltor am Kirchlibuck (2013)

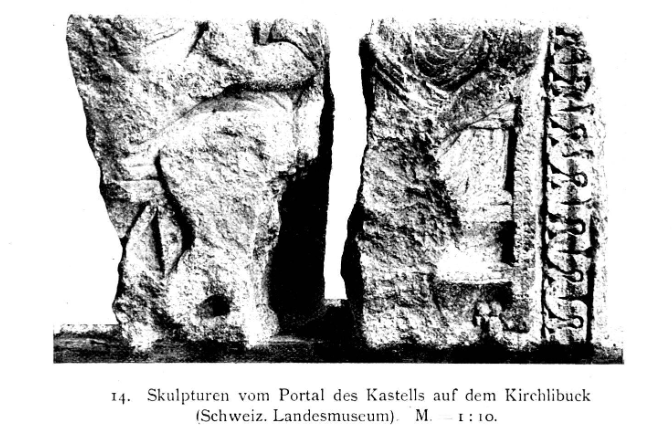
Reliefs vom Kastelltor (1903)

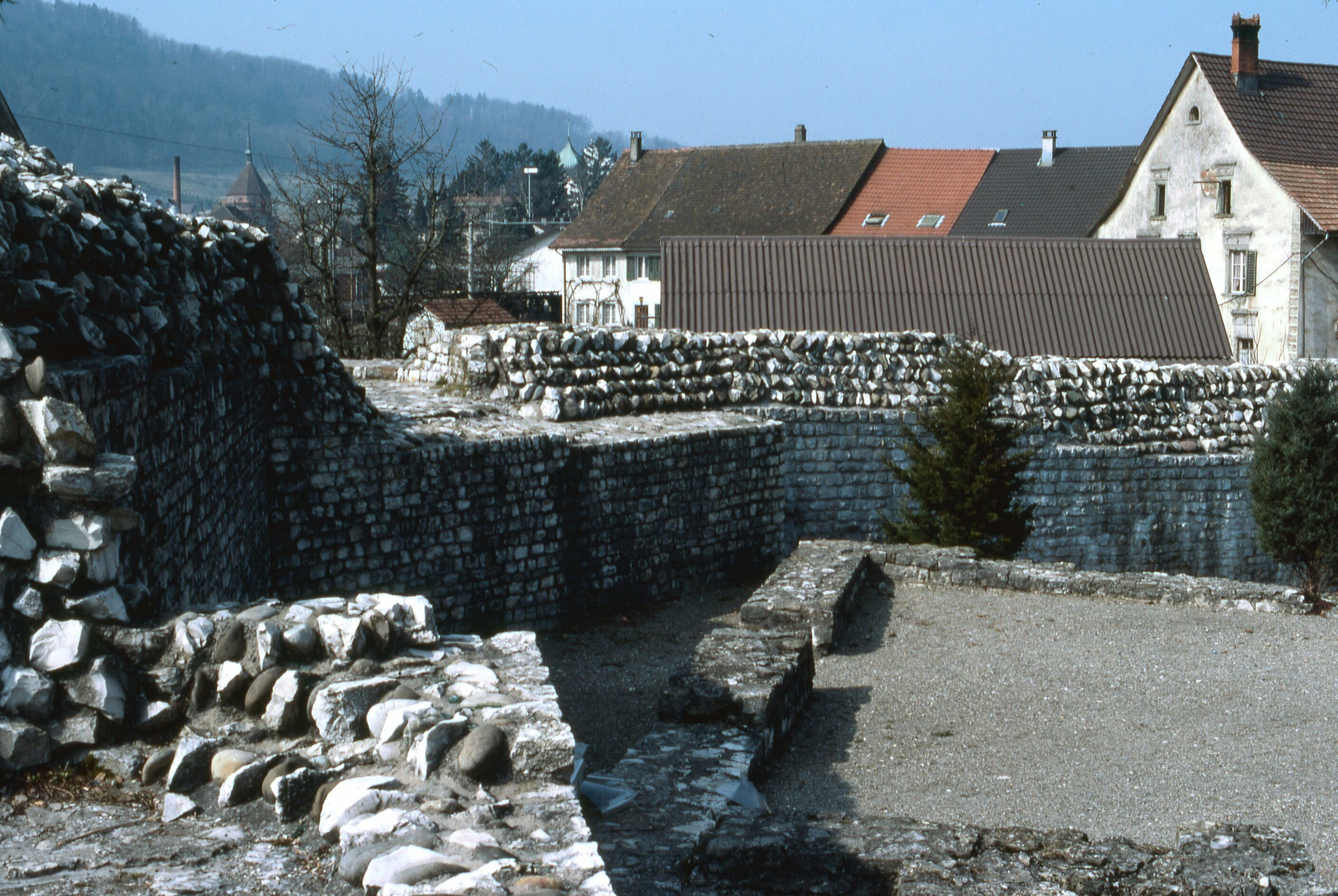
Blick auf das Baptisterium hinter dem Hufeisenturm X (1983)

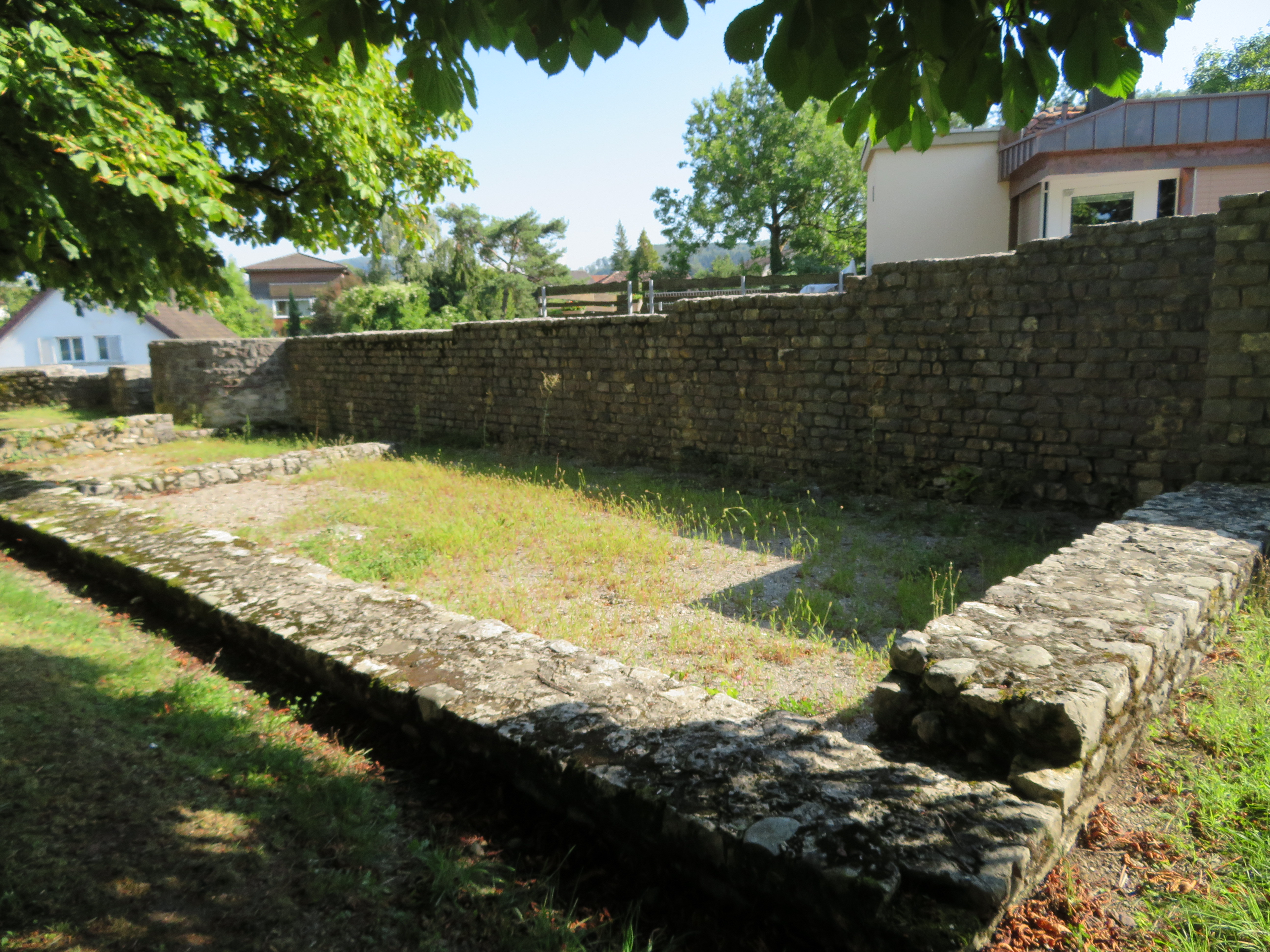
Grundmauern des Katechumeneion am Kirchlibuck

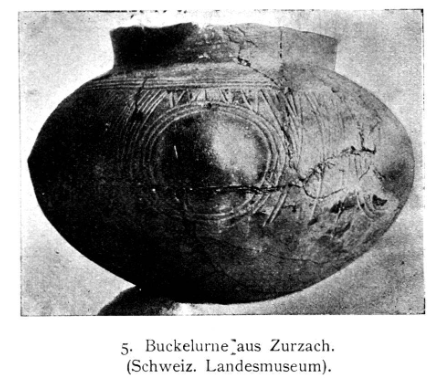
Buckelurne, gefunden im Kastell am Sidelen (1903)

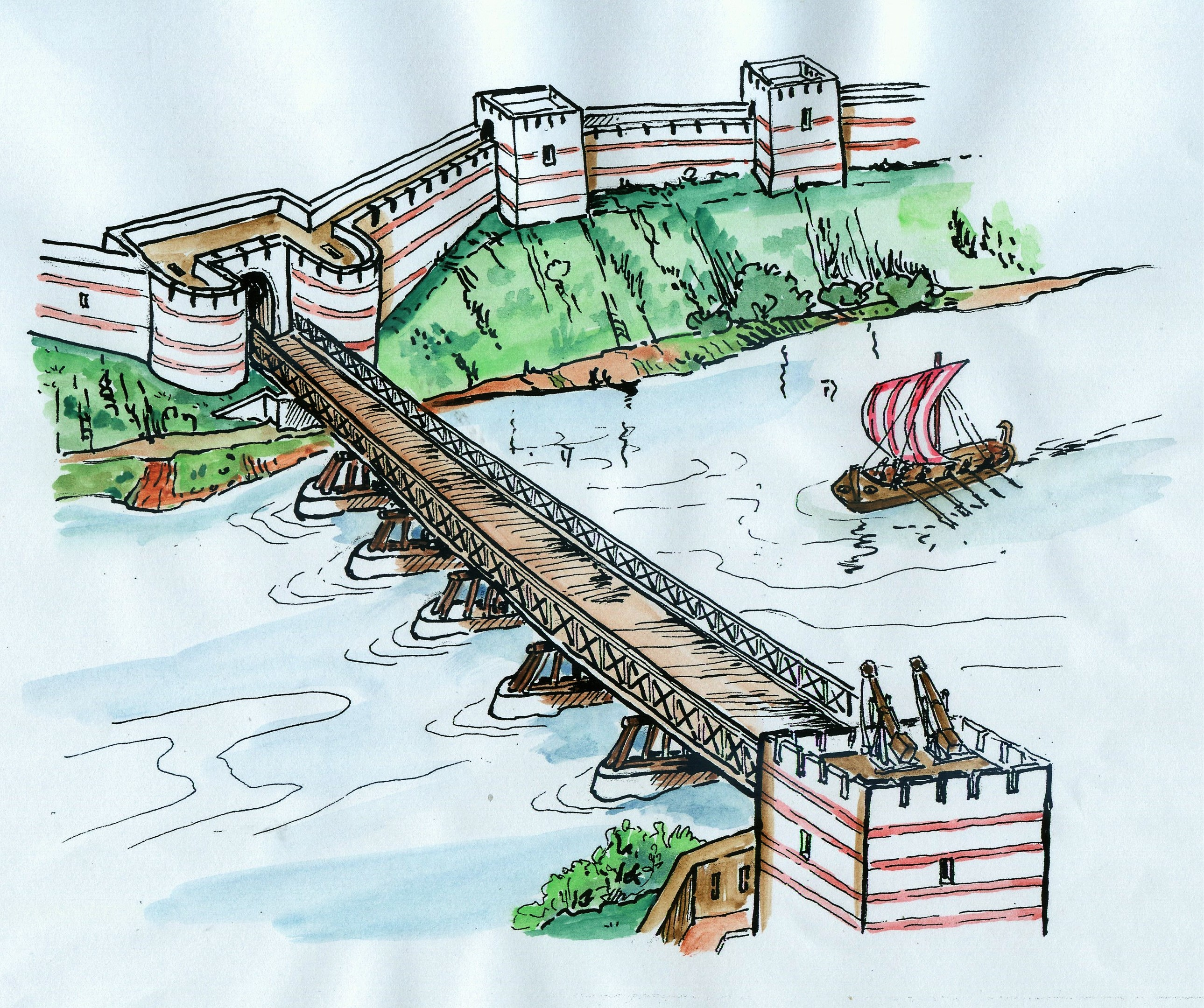
Rekonstruktionsversuch der hölzernen Brücke des 1. Jahrhunderts und Kastell Kirchlibuck aus dem 4. Jahrhundert (Zeichnung W. Pabst)

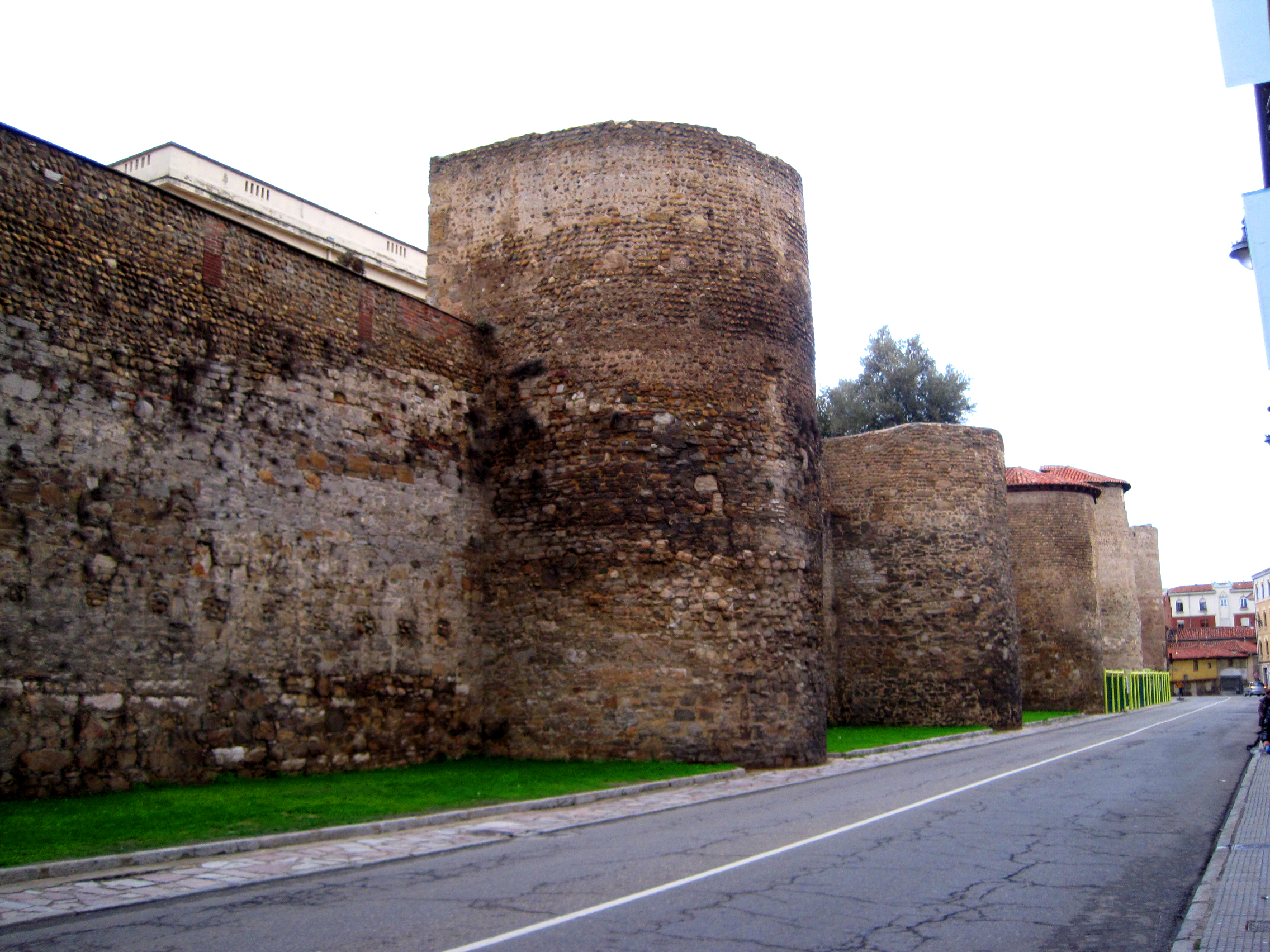
Spätantike Stadtmauer von León (E) mit ihren bis heute erhaltenen gebliebenen Hufeisentürmen

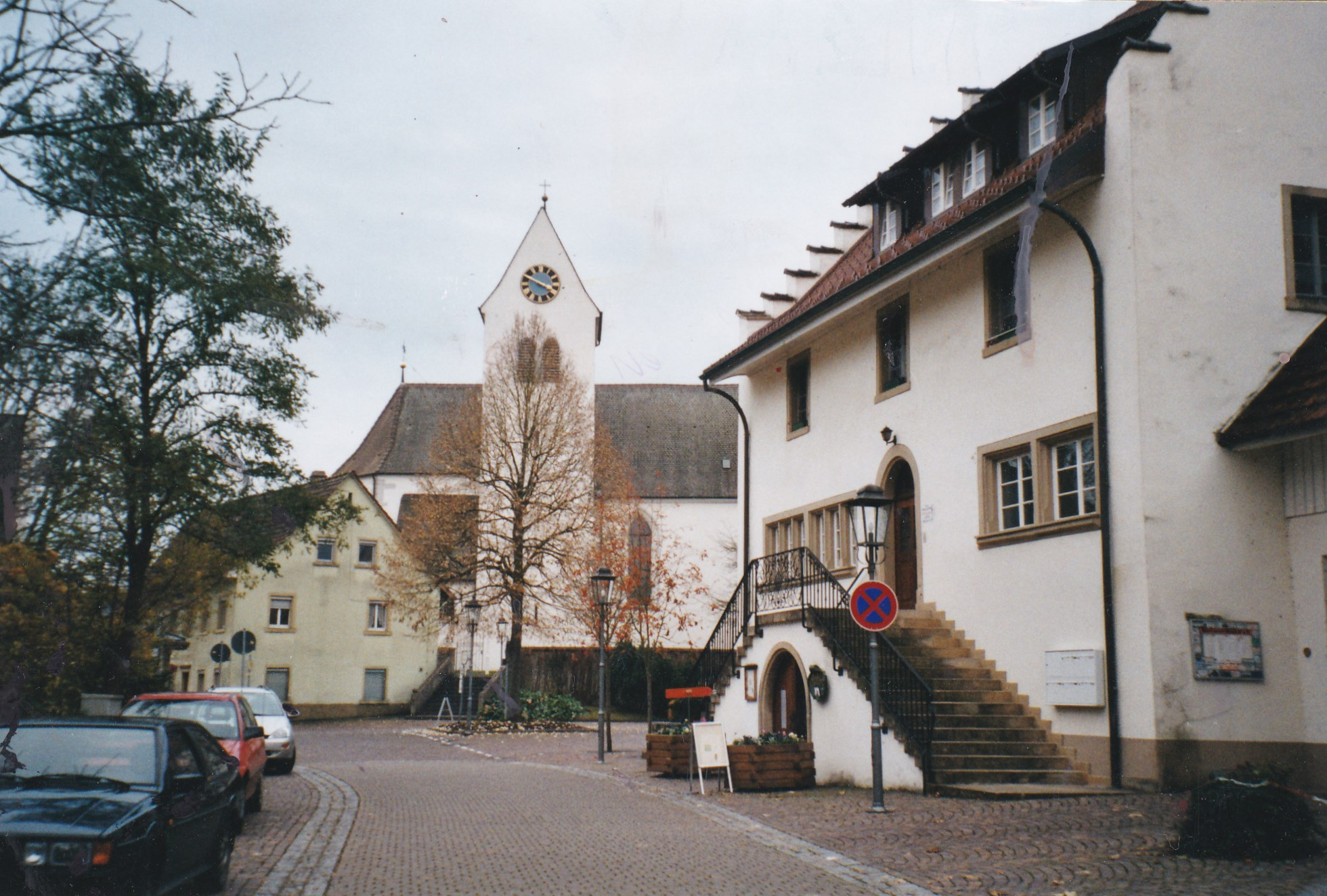
St. Michaelskirche und Amtshaus in Rheinheim

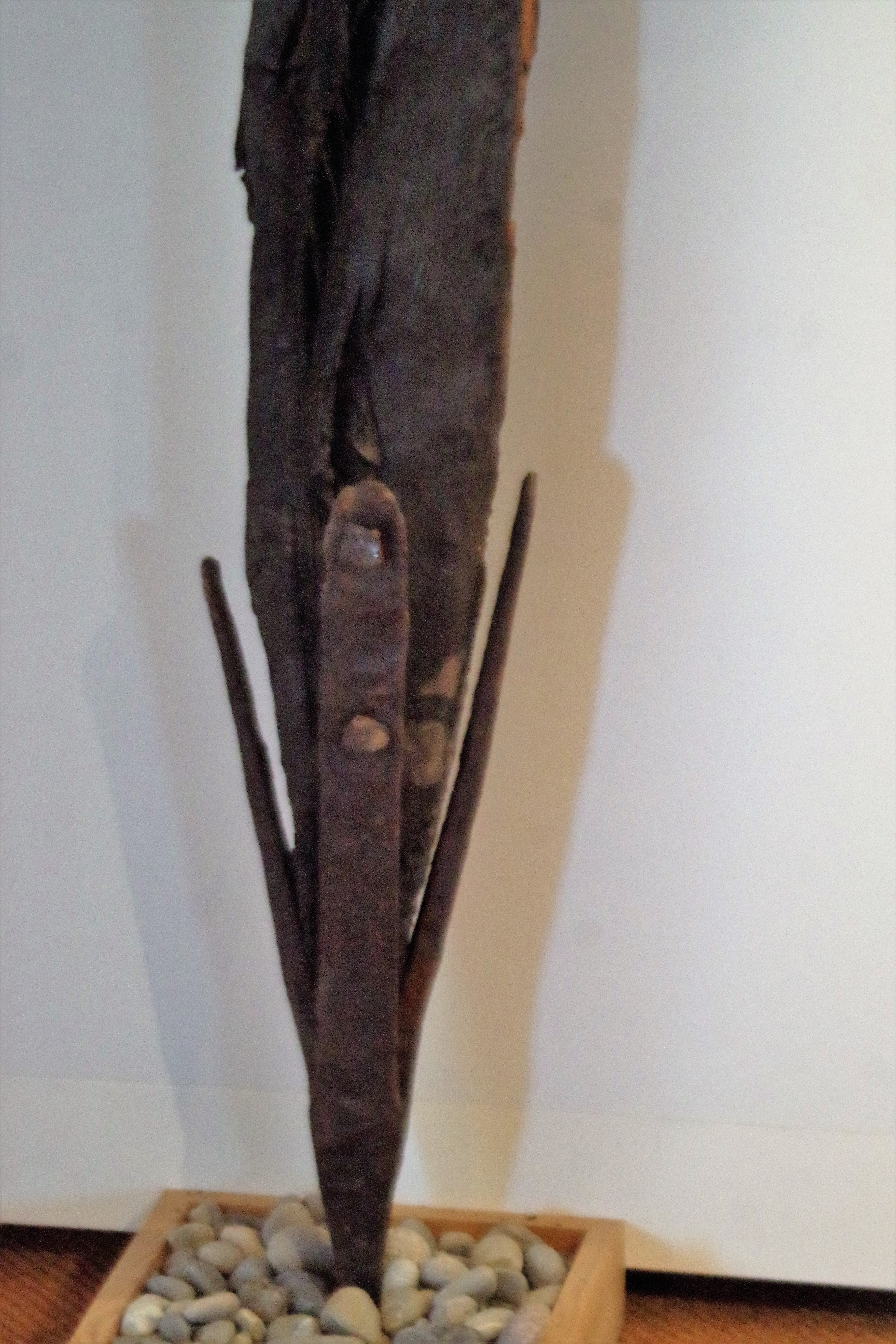
Pilot einer Pfahlgründung der spätrömischen Rheinbrücke mit Eisenschuh (Museum Höfli)

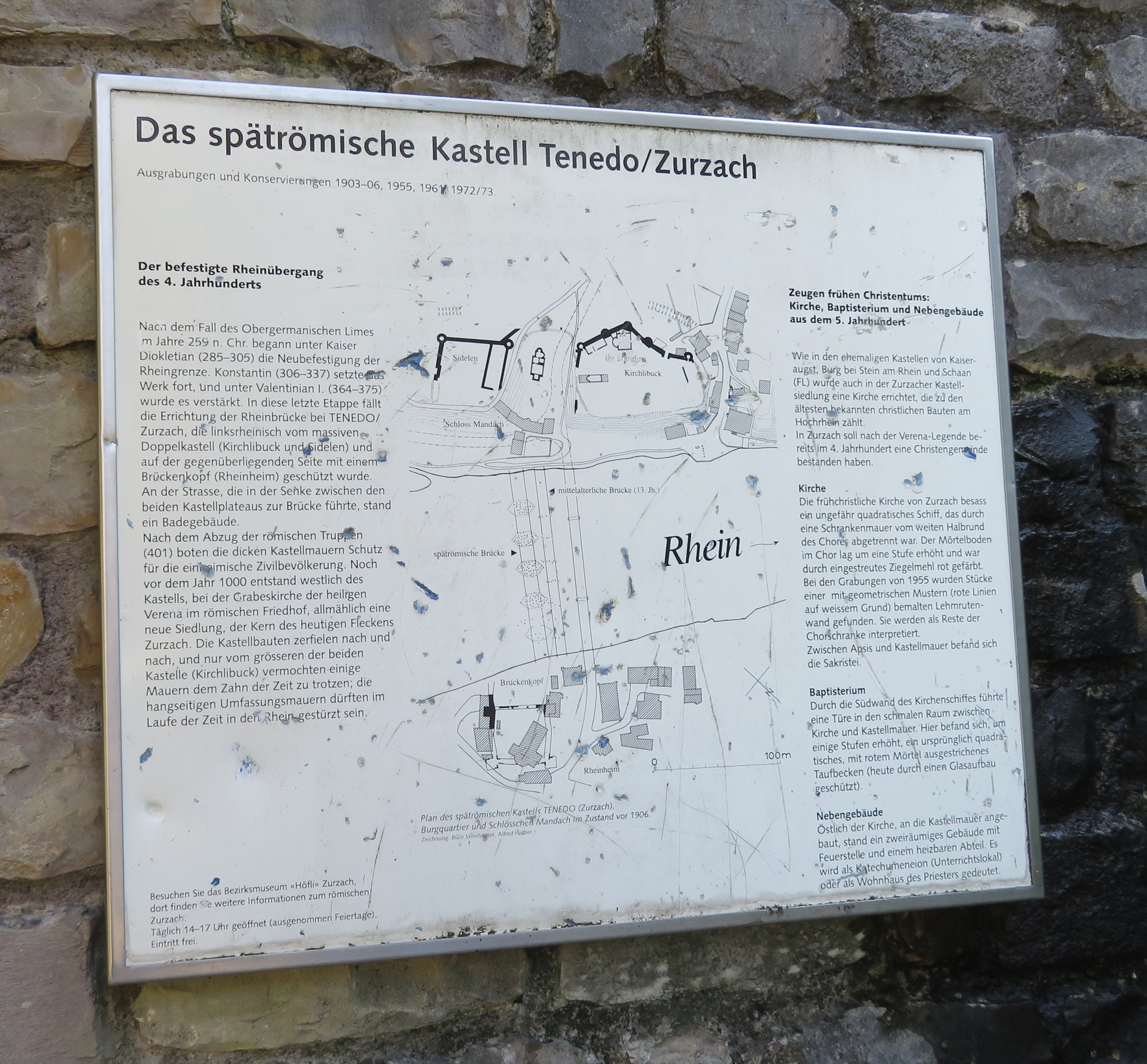
Infotafel am Kirchlibuck

Das spätrömische Doppelkastell Kirchlibuck-Sidelen (auch Doppelkastell Sidelen-Kirchlibuck, Doppelkastell Zurzach-Rheinheim), schützte einen Rheinübergang des Donau-Iller-Rhein-Limes (»spätrömischer Hochrhein-Limes«) im heutigen Bad Zurzach, Kanton Aargau in der Schweiz.
In frührömischer Zeit verlief eine Straße vom Zurzacher Berg in gerader Linie zum Rhein, wo eine Brücke vermutet wird. Auf der Rheinterrasse entstand im 1. Jahrhundert n. Chr., östlich der Straße, das Holz-Erde-Kastell «Tenedo» und eine Zivilsiedlung. Es bestand von etwa 10 bis 50 n. Chr. und diente zum Schutz des örtlichen Rheinübergangs. Im 3. Jahrhundert wurden die Befestigungen der Rheinlinie (»spätrömischer Hochrhein-Limes«) neu errichtet, in diese Zeit fiel auch der Bau des stark befestigten Brückenkopfs am Nord- und Südufer des Rheins. Ein Kastell stand auf dem sog. Kirchlibuck, das andere ihm gegenüber auf Sidelen beim ehemaligen Schloss Mandach, im rechtsrheinischen Rheinheim befand sich ein Brückenkopfkastell. Am Kirchlibuck entstand im 5. Jahrhundert (innerhalb des Kastells) eine Kirche mit Baptisterium. In den 400 Jahren bis zum Rückzug der Römer während der Völkerwanderung wurden mehrere Brücken zwischen Zurzach und Rheinheim errichtet, die vorwiegend durch archäologische Befunde und der Heimatforschung spätestens seit dem 17. Jahrhundert bekannt sind. In Bezug auf den Übergang von der Antike ins Frühmittelalter darf Zurzach wohl als einer der bedeutendsten Orte im Kanton Aargau angesehen werden.

## Name
Die Etappe Tenedo(ne) wird nur in der Tabula Peutingeriana erwähnt. Die spätmittelalterlichen Gelehrten Johannes Stumpff und Aegidius Tschudi glaubten an einen zweiten antiken Namen von Zurzach. Sie stützten ihre Vermutung auf einen dort gefundenen Grabstein des Veteranen Certus. Der antike Ortsname Tenedo oder Tenedone wurde demnach später durch den Namen Certiacum abgelöst. Tschudi führte letzteren auf den galloromanischen Gentilnamen Ortiacum zurück. Das Spätlateinische (praedium) Ortiacum bedeutet «dem Ortius gehörendes Landgut». Da die wissenschaftliche Forschung hierzu erst um 1860 eingesetzt hat, sind diese allerdings mit Vorsicht zu behandeln.
Der Flurname Kirchlibuck geht auf Chilebückli oder Chirchlibuck, schweizerdeutsch für „Kirchenberg“, zurück. Man bezeichnete ihn bis ins 19. Jahrhundert als „Burg“. Der Flurname Sidelen, wohl ursprünglich von Citadelle abgeleitet, ist auch als auch Schlösslibuck bekannt. Heute ist dieser Ortsteil überbaut, nur mehr die Straßenbezeichnung „Schlösslibuckweg“ weist auf die ehemalige Befestigungsanlage hin.
Das rechtsrheinische Rheinheim gilt als fränkische Gründung, worauf auch die Endung -heim hinweist im Gegensatz zum alamannischen -ingen. Rheinheim muss seinen Namen ‚Heim am Rhein‘ demnach von den Franken erhalten haben.

## Lage
Wie sonst an keinem Ort am Hochrhein konzentrieren sich römische Befestigungen auf engstem Raum im Gemeindegebiet des heutigen Zurzach und seiner näheren Umgebung. Während am Schweizer Ufer fünf verschiedene Lager für die Zeitspanne vom Beginn der römischen Herrschaft bis zur Spätantike nachgewiesen sind, lag am rechten Ufer das spätrömische Brückenkopfkastell von Rheinheim sowie das Legionslager von Dangstetten. Diese bemerkenswerte Häufung von Kastellen unterstreicht die herausragende strategische Bedeutung dieser Region, die ihr vom römischen Oberkommando zuerkannt wurde. Demzufolge muss die dort von Vindonissa ins Donautal führende Straße auch in der Spätantike noch eine wichtige militärische Rolle gespielt haben. Tenedoae bildete wahrscheinlich einen der Etappenpunkte an der wichtigsten Fernverkehrsrouten von Norditalien über die Alpen, die dann, jenseits des Rheinstroms, weiter in die Germania Magna, zur oberen Donau und zum Neckar führte. Diese Straße behielt ihre Bedeutung bei, auch noch als ab der Mitte des 5. Jahrhunderts die Alamann die Nordschweiz allmählich besetzten und besiedelten.
Das Kastellgelände liegt auf einer steil über dem Rhein aufragenden Schotterterrasse (Moräne) in einem ursprünglich stark versumpften Gebiet, am Nordfuss eines Ausläufers des Jura Gebirgszuges. Die Moräne ist zum grössten Teil von jüngeren Lehmschichten überdeckt, die vom Zurzibach im Laufe der Zeit vom Jura heruntergeschwemmt wurden. Solche Bäche waren schon immer eine wichtige Voraussetzung für die Gründung von Siedlungen. Der Zurzibach floss ursprünglich wohl in mehreren Läufen über den Schuttfächer zum Strom. Am Rand der Schotterterrasse haben die verschiedenen Bachläufe über die Jahrhunderte tiefe Rinnen ausgeschwemmt, die schon seit prärömischer Zeit den Zugang zum Rhein erleichterten. Sie haben auch wesentlich die Strassenführung zum späteren Rheinübergang nachhaltig bestimmt.
Die Neckar-Alb-Römerstrasse verlief in einer natürlichen Senke, die die beiden Erhebungen mit den spätrömischen Kastellen trennt. Bisher konnte sie zwar nirgends in Zurzach archäologisch nachgewiesen werden, obwohl alle Aushubprofile der letzten Jahrzehnte genau beobachtet wurden. Römerzeitliche Funde des 1. bis 4. Jahrhundert oberhalb der Langwiesstrasse und im Areal Minet könnten aber mit der römischen Straße in Zusammenhang stehen. Im Kanalisationsgraben entlang der Promenade wurden an zwei Stellen Strassenkoffer angeschnitten, dass sie aus römischer Zeit stammen ist aber nicht gesichert. Die an den beiden spätrömischen Lager vorbeiführende, stark frequentierte Straße, verband Vindonissa mit Arae Flaviae. In der Tabula Peutingeriana scheinen an der Strasse nach Vindonissa -Tenedone-Iuliomagus (Schleitheim)-Brigobannis (Hüfingen) auf. Der Abstand zwischen den Orten ist nicht in römischen Meilen, sondern in gallischen "Leugen" angegeben. Sie führte in die Region an der oberen Donau, querte in Zurzach den Rhein und geht wohl schon auf einen prähistorischen Pfad zurück. Ab 14. n. Chr. gehörte die Landschaft am Hochrhein zur römischen Provinz Gallia Belgica, nach 90 zur Germania superior und ab 297 zum Verwaltungsbereich der Maxima Sequanorum.

## Forschungsgeschichte
In antiken Schriftquellen wird nur wenig über diese Befestigung der Rheingrenze berichtet. Der im 2. Jahrhundert lebende Geograph Claudius Ptolemäus spricht nur von zwei Übergängen über den Rhein zwischen dem Bodensee und Basel: Ganodurum und Forum Tiberii. Ganodurum wurde mit Stein am Rhein gleichgesetzt, Forum Tiberii verortete man am Kaiserstuhl, Zurzach und noch einigen anderen Orten. Die Tabula Peutingeriana nennt Tenedoae, eine Etappe, wo die Römerstraße von Vindonissa zur Donau den Rhein querte.
Aegidius Tschudi und Johannes Stumpf berichteten im Jahr 1517 von der Grabinschrift des Certus die damals in die Kirchenmauer eingesetzt worden war. Auch die römischen Mauerreste auf Burg erregten ihre Aufmerksamkeit, und dass dort Münzen, Schmuck, Ziegel etc. gefunden worden war. Im Jahr 1580 wurden sieben Pfahlhölzer aus dem Rhein geborgen. Der Zurzacher Chorherr und Kantor Kaspar Schwertter beschrieb in seinen «Denkwirdigen Sachen» die Altertümer auf Burg und behauptete, dass in alter Zeit drei Brücken über den Rhein geführt hätten. Dasselbe berichtete im 17. Jahrhundert auch der Stiftsverwalter Johann Acklin. Weiters wusste er von einem uralten Gräberfeld in Rebberglein Entwieser, nicht weit vom Stettbrunnen an der Landstraße, zu berichten, das 1657 zum Vorschein kam. In weiterer Folge wurden in Mizkilch, westlich von Burg, menschliche Gebeine ausgeackert. 1670 wurde in Rheinheim die St. Michaels Kirche neu errichtet, beim Fundamentieren stießen die Arbeiter ebenfalls auf römische Mauerreste. Im folgenden Jahr deckte Acklin eine weitere Mauer auf, die vom Kastell am Sidelen zum Rhein hinunter führte und grub dort in weiterer Folge zwei römische Grabsteine mit Inschriften aus.
Im Jahr 1819 kam in der Mitte des Rheins zwischen Kirchlibuck und Rheinheim eine römische Säule zum Vorschein. Sie wurde im Garten des Hauses Schaufelbühl aufgestellt. 1853 wurde ungefähr an der gleichen Stelle eine weitere Säule entdeckt und von den Anwohnern ans Ufer geschafft. Regierungsrat Schaufelbühl legte danach eine private Sammlung an Kleinfunden an: Ringe, Fibeln, Gemmen etc. 1857 erstellte ein Prof. Hagnauer in Zurzach einen Plan der römischen Anlagen und zeichnete darin, da der Wasserstand damals sehr niedrig war, auch die Reste der antiken Brückenpfeiler ein. 1860 veröffentlichte Ferdinand Keller darüber einen Bericht und fügte diesen Hagenauers Planzeichnung bei. In den Jahren 1819 und 1905 begann man mit der wissenschaftlichen Erforschung der römischen Brücken.
Im 20. Jahrhundert folgte eine ganze Serie von Ausgrabungskampagnen am Sidelen und dem Kirchlibuck. Am Sidelen wurden vor allem in den Jahren 1903 bis 1904 wissenschaftliche Untersuchungen durchgeführt, heute ist sein Areal komplett überbaut. 1905 erfolgte vor dem Bau der neuen Rheinbrücke eine weitere Vermessung der römischen Brücken durch den Ingenieur Hanhart. Von den 48 Jahre früher noch zahlreich vorhandenen Pfählen war aber damals schon der größte Teil der Erosion zum Opfer gefallen, so dass die Planaufnahme von 1857 nicht mehr bestätigt werden konnte. Am Kirchlibuck wurde von 1905 bis 1906 nach den Überresten der dortigen Kastellanlagen gegraben. 1910 konnte man zwei Spitzgräben südwestlich des Kastells und 1934 das Kastellbad freilegen.
1954–1955 stieß Rudolf Laur-Belart auf die Reste der frühchristlichen Saalkirche samt seines Baptisteriums, 1961 kamen noch zusätzlich die Reste des frühchristlichen Katechumeneion bzw. Priesterhauses ans Tageslicht. Nachfolgende archäologische Aktivitäten hat man auf dem Kirchlibuck zwischen 1972 und 1973 vorgenommen, dabei wurde vor allem die größtenteils erhalten gebliebene Südmauer einer gründlichen Neukonservierung unterzogen, sowie das Kastelltor und die Türme VIII bis X wieder sichtbar gemacht. Im Jahr 1975 wurde das Verenamünster ausgegraben, wobei auch ein Abschnitt der Römerstrasse beobachtet werden konnte. Weitere Untersuchungen erfolgten im gleichen Jahr im deutschen Rheinheim.
Die letzten umfassenden archäologischen Untersuchungen wurden von 1983 bis 1987 durchgeführt. Einige Sektionen der Kastellgrundmauern am Kirchlibuck sind teilweise noch erhalten geblieben und wurden restauriert bzw. konserviert. Dazu gehören ein Abschnitt der Südmauer mit einem Hufeisenturm, der SO-Rundturm, sowie die Fundamente der Taufkirche und des Katechumeneion. An Funden kamen Artefakte wie mittelalterliche Radsporen, römischen Scherben, darunter Terra sigillata, Fragmente von Leisten- und Hohlziegeln, Hypokaustreste, Heizröhrenfragmente, Mühlsteine, Bronze- und Eisenware, diverse Knochen und Münzen ans Tageslicht. Ein römisches Säulenkapitell fand sich beim Verenamünster. Dieses scheint aber nie verwendet worden zu sein. Wahrscheinlich gehörte es zum Frachtgut eines Transportschiffs, das beim Zusammenfluss der Aare und des Rheins bei Koblenz gekentert ist.
1985 waren für die projektierte Umfahrung von Zurzach Aushubarbeiten am Rheinufer im Bereich der antiken Brückenpfähle projektiert. Um die genaue Lage der beiden römischen Brücken festzustellen, plante die Kantonsarchäologie Aargau in den Jahren 1985 und 1986 ihre Vermessung, Dokumentation und die Bergung einiger der noch erhaltenen Brückenpfähle aus dem Rhein. Neben diesen Arbeiten sollte auch mit Hilfe der Dendrochronologie, die eine Datierung der Hölzer erlaubte, die exakte Entstehungszeit der Brücken bestimmt werden. Die Bergungsarbeiten wurden von der archäologischen Tauchequipe der Stadt Zürich vorgenommen.

## Entwicklung

### 1. bis 3. Jahrhundert
Auf (heute) deutscher Seite wurde bereits um 15 v. Chr. das Legionslager Dangstetten gegründet, es wird angenommen, dass bereits ab dieser Zeit auch bei Tenedo eine erste Rheinbrücke aus Holz bestand, aber das frühe Holz-Erde-Kastell in Zurzach (Villa Himmelrych) hatte schon um 50 n. Chr. ausgedient. Bald nach Abschluss der Okkupation des Hochrheins wurde Tenedoae zum Schutz der den Rhein an dieser Stelle querenden Straße von Vindonissa nach Juliomagus befestigt. Das Kastell wurde hierfür auf dem an drei Seiten gut geschützten Kirchlibuck errichtet. Nachdem die Nordgrenze Roms an den Obergermanisch-rätischen Limes vorverlegt worden war, wurde auch dieses Kastell wieder verlassen und zerfiel. Im Alamannensturm von 259–260 war die Rheingrenze zum ersten Mal überrannt worden, doch wurde sie von den Römern später wieder zurückgewonnen und danach noch fast 150 Jahre gehalten. Nach dem Alamanneneinfall dürfte jedoch auch die Brückenkopfbefestigungen in Trümmern gelegen haben. Als man in der Mitte des 3. Jahrhunderts den obergermanisch-rätischen Limes wieder aufgeben musste, wurde die Grenze erneut an den Rhein zurückverlegt. Unter dem Schutz der Zurzacher Kastelle konnte auch der Verkehr auf der Fernstraße weiterlaufen. Für die dort noch lebenden Romanen brach jedoch eine Epoche ständiger Bedrohung und Unsicherheit an. Wer konnte, wanderte ab und zog in den sichereren Süden des Reiches. Bereits während des 3. Jahrhunderts wurden viele Gutshöfe (Villa rustica) aufgegeben oder von germanischen Plünderern niedergebrannt. Auch der römische Gutshof im Quartier Entwiesen (1.–3. Jahrhundert) wurde 265 durch Brand zerstört. In dieser Zeit dürfte das kleine Refugium auf der Lusthüsli Ebene (ein mit Palisaden und Erdwällen umwehrter Platz) angelegt worden sein. Im Ernstfall war er auch vom Vicus aus schnell erreichbar. Im Zuge dessen wurde die Neubefestigung der Rheingrenze initiiert, in aller Eile setzten die Römer alte Befestigungen wieder in verteidigungsfähigen Zustand oder erbauten neue Kastelle bzw. Wach- und Signaltürme wie z. B. den Wachturm in Rümikon/Sandgraben. Dieses neue Grenzsicherungsystem (Donau-Iller-Rhein-Limes), war im Gegensatz zum Obergermanisch-Raetischen Limes wesentlich einfacher zu versorgen und zu überwachen. Es wurde unter Diokletian (284–305), Konstantin I. (306–337), Julian (360–363), aber vor allem unter Valentinian I. (364–375) ausgebaut bzw. verstärkt.

### 4. bis 5. Jahrhundert
Das Kastell auf dem Kirchlibuck wurde um 315 wieder aufgebaut und mit Zwischentürmen verstärkt. Die Distanz vom Bodensee bis Basel wurde von durch drei (respektive fünf) Kastelle und durch Wachttürme wie z. B. dem bei Rümikon/Sandgraben geschützt. Die Hochrheinkastelle lagen in Stein am Rhein, Zurzach und Augst (diejenigen von Konstanz und Basel sind wohl jüngeren Ursprungs) und zwischen ihnen ca. 40 Wachttürme zur Beobachtung und Signalweitergabe. Die Bedrohung durch alamannische Einfälle im 3. Jahrhundert machte auch in der Nordostschweiz den Ausbau oder die Verstärkung der militärischen Anlagen erforderlich. Dies geschah hauptsächlich in der Regierungszeit von Konstantin I. (307–337). In diesen Zusammenhang fiel vermutlich auch der Entscheid zum Bau von Brücke I zu Beginn des 4. Jahrhunderts. Ein wichtiger Rheinübergang wie der in Zurzach musste besonders gut gesichert werden. Deshalb erbaute man später auf Sidelen ein zweites Lager, verband die beiden Kastelle durch eine Sperrmauer und verstärkte auch den rechtsrheinischen Brückenkopf in Rheinheim mit einem Kleinkastell. Unter der Herrschaft von Valentinian I. (364–375) wurde die Festungsanlagen – um die 370er Jahre – saniert und noch zusätzlich verstärkt. In diese Epoche fällt auch die Errichtung einer neuen Rheinbrücke auf Steinpfeilern, die nun linksrheinisch vom Doppelkastell und auf der gegenüberliegenden Seite von einem Kleinkastell gedeckt und überwacht wurde. Von den in Zurzach am Kirchlibuck und Sidelen stehenden Kastellen war eine optimale Überwachung und Sicherung der Fernstraße und der Rheinbrücke möglich. Im 4. Jahrhundert war der frührömische Vicus nachweislich nicht mehr bewohnt und Mitte des Jahrhunderts durchbrachen die Alamannen auf breiter Front erneut die Reichsgrenze. Ab dem Beginn des 5. Jahrhunderts nimmt der Grad der Überlieferung zwar ab, in der Forschung geht man heute jedoch davon aus, dass sich am Hochrhein weder die Herrschaft noch der römische Einfluss von Heute auf Morgen auflöste und zunächst auch kein vollständiger Abzug der Grenztruppen erfolgte. Wie lange die Rheinbrücke danach noch benutzbar war, ist nicht überliefert, der Brückenkopf wurde vermutlich noch bis Anfang des 5. Jahrhunderts gehalten, da nach neueren Forschungen (und den Annahmen der Heimathistoriker), hier noch ein vorgeschobener Brückenkopf bis zur Wutach mit dem Bereich Juliomagus (Schleitheim-Stühlingen) bestanden haben soll.

### Poströmische Zeit bis Frühmittelalter
Im Laufe des 5. Jahrhunderts, zusammen mit dem allmählichen Niedergang des weströmischen Reiches, wurde die Grenze zunehmend durchlässiger. Nach dem Abzug eines Großteils der weströmischen Grenztruppen um das Jahr 401, boten die verlassenen Kastelle dem Rest der romanischen Zivilbevölkerung etwas besseren Schutz vor den anhaltenden Überfällen der Alamannen. Aber nur wenige harrten hier noch weiter aus. Da die Alamannen zum einen nur zögerlich in die Leerräume nachrückten und zum anderen dabei die römischen Ruinen mieden, ist es gut möglich, dass Tenedone über einen längeren Zeitraum hinweg unbewohnt war. Spätestens nach der Jahrhundertmitte gingen dann aber auch die Hochrheinkastelle in alamannische Hände über und dienten weiterhin zur Sicherung und Kontrolle der wichtigen Rheinübergänge. Solange bis die Alamannen schließlich gegen Ende des Jahrhunderts auch in dieser Region von den Franken unterjocht wurden. Nach dem Sieg der Franken über die Alamannen in der Schlacht bei Zülpich besetzten sie um 500 nacheinander auch die ehemaligen Römerorte in der Alamannia, da sie so zentrale Verkehrsverbindungen leichter überwachen und sichern konnten.
Zurzach entwickelte sich im Frühmittelalter zum Wallfahrtsort der Heiligen Verena. Es existieren zwei Hauptquellen für ihre Heiligenlegende, die Vita prior aus dem späten 9. Jahrhundert und die Vita posterior aus dem 11. Jahrhundert. Sennhauser hält es für wahrscheinlich, dass ein römerzeitliches Grab am Beginn der Verenaverehrung gestanden haben dürfte (Inventio). Der Vorgängerbau des Verenamünsters geht auf das 5. Jahrhundert zurück. Er entstand über dem mutmasslichen dem Grab der Verena, in einem ehemaligen römischen Gräberfeld. Zur Betreuung der Wallfahrer entstand ein Doppelkloster der Benediktiner, das 830 mit dem Namen Zuriaca erstmals urkundlich erwähnt wird. Nach dem Einsturz der spätantiken Kirche erbaute man an ihrer Stelle um 1000 das frühromanische Langhaus. Dass in Zurzach auch ein Bischof residierte (weil das Taufrecht lange allein diesem vorbehalten war), ist sehr zweifelhaft. Entweder reiste der Bischof von Vindonissa (z. B. für Taufen) an, oder im 5. Jahrhundert war dieser Ritus noch nicht so streng reglementiert, d. h. der Priester der Kirchengemeinde («parochia») konnte die Taufe noch selbst vollziehen. Die spätantike Kirche am Kirchlibuck war aber wohl für einen längeren Zeitraum das kirchliche Zentrum der Region.
Noch vor 1000 entwickelte sich westlich der Kastelle allmählich eine neue Siedlung, der Kern des heutigen Zurzach, das frühmittelalterliche «ze Wrzacha». Von der alamannischen Landnahme ist ansonsten nur wenig bekannt. Nach der Grösse des Gräberfeldes im Wasenacher kann man jedenfalls davon ausgehen, dass Wrzacha kein unbedeutender Ort war. Er hat sich wahrscheinlich unterhalb der alten Siedlung und der Verenakirche ausgebreitet. In der «vita posterior», als auch im Mirakelbuch fand man kurze Angaben zum Zurzach der ersten Jahrtausendwende. Der Kirchlibuck war zu dieser Zeit offenbar bereits größtenteils verlassen, nur mittellose und kranke Menschen hausten noch dort. Die römischen Befestigungen zerfielen nach und nach, das Kastell am Kirchlibuck, wurde im Mittelalter durch eine Burg zerstört bzw. überbaut, von ihr blieben aber nur wenige Mauerreste erhalten.

## Brückenkopfkastelle
Das Befestigungssystem zum Schutz der Brücke setzte sich am linken Rheinufer aus zwei – durch eine Mauer verbundene – Steinkastelle zusammen, eines stand am Sidelenplateau (Ostkastell) und das andere auf dem Kirchlibuck (Westkastell), die Flügelmauern des Ostkastells reichten wahrscheinlich bis zu den Hafenanlagen am Rhein, was nahelegt, dass es auch als Schiffslände diente. Am rechten Ufer sicherte ein Kleinkastell den Zugang zur Brücke.

### Kastell am Kirchlibuck
Das Westkastell auf dem Kirchlibuck hat einen völlig anderen Grundriss als das auf Sidelen. Das letztere weist einen Typus auf, den man ansonsten in der Schweiz noch in Stein am Rhein, lrgenhausen und Yverdon antreffen kann. Das Kirchlibuck-Kastell ist jedoch von unregelmäßiger Form. Sein Grundriss zeigt, besonders an der Südseite, einen für die meisten spätantiken Wehranlagen typischen, unregelmäßigen Verlauf mit massiv ausgebauter Südwestfront, bedingt wohl auch durch die Form des Hügels und wohl auch durch eine frühere Bauperiode. Der Kirchlibuck ist von drei Seiten durch Steilhänge gut geschützt; nur von Südwest ist er leicht zugänglich. Neben den Rundtürmen waren dort auch massive Hufeisentürme in die Mauer eingebaut worden. Das Haupttor liegt in einem einspringenden Winkel, die Umfassungsmauer ist zudem massiv und relativ breit. An manchen Stellen lassen sich deutlich zwei Bauperioden unterscheiden. Wahrscheinlich gehören auch die hohlen Rund- und die massiven Hufeisentürme verschiedenen Bauperioden an. Es scheint als wäre auf dem Kirchlibuck ein älteres Kastell restauriert und verstärkt worden. Aufgrund der nur unzureichend möglichen Bodenuntersuchungen ist heute der genaue Zeitablauf des Entstehens der spätrömischen Wehranlagen aber nicht mehr präzise zu bestimmen. Die gesamte Anlage dürfte aber schon vor 368 entstanden sein und zeigt eine deutliche Defensivpositionierung der Nordgrenze des Römischen Reiches ab dem 4. Jahrhundert n. Chr. Das Westkastell, die größere der beiden Festungsanlagen, wurde wahrscheinlich um oder nach 360 erbaut. Die Abmessungen des Kastells betrugen 100 m × 50 m bis 80 m und es bedeckte damit eine Fläche von etwa 4900 m². Zusätzlich war es, zumindest auf der Nord-West- und Süd-Ostseite, durch zwei Spitzgräben als Annäherungshindernisse gesichert worden. Die meisten Funktionsgebäude im Inneren des Kastells bestanden wohl zur Gänze aus Holz bzw. Fachwerk. Bei den Ausgrabungen an der Lehmböschung unter der Saalkirche stieß man (an der Kastellmauer) auf größere und kleinere viereckige und runde Pfostenlöcher, wahrscheinlich Reste der Kasernenstützkonstruktionen, die bei spätantiken Kastellen oft direkt an die Umfassungsmauer angebaut worden waren.
Auf dem Kirchlibuck wurden die südliche Sektion der Kastellmauer rekonstruiert bzw. restauriert und für Besucher frei zugänglich gemacht. Ebenfalls erhalten sind noch die Fundamente des Westturms. An den Gebäuden entlang des Burghaldenweg (ab dem Zollamt) wurden kleinere antike Mauerstücke wieder sichtbar gemacht.

#### Mauern und Türme
Die in Gußmörteltechnik mit Bruchsteinkern errichteten Umfassungsmauer war bis zu 3,50 m stark und ist (stellenweise) bis zu einer max. Höhe von 6 m erhalten geblieben. Die dem Rhein zugewandte Nordwest-Südostmauer des Kastells maß etwa 100 m, die Südwest-Nordost-Mauer ca. 80 m. Die nördliche Kastellmauer stürzte im Laufe der Zeit wegen Unterspülung in den Rhein. Laut alten Aufzeichnungen sollen um das Jahr 1000 ihre Steine für die Renovierung des Verenamünsters wieder aus dem Fluss geborgen worden sein. Man nimmt an, dass sie sehr knapp vor dem Steilabfall zum Rhein platziert war, denn dort stieß man bei Grabungen auf römische Ziegelmörtelfragmente und behauene Tuffquader. Der Gussmörtelkern der Mauer bestand aus Bruch- und Lesesteinen aller Art, z. B. Tuffbrocken, Findlinge, Flusssteine und Ziegel, mit reichlich Kalkmörtel als Bindemittel, die Mauerschale aus Quadersteinen war bei Turm IX teilweise noch erhalten. Hie und da wurden die Steine auch im sog. Ährenverband schräg gesetzt; an andern Stellen ist der Mörtel nicht überall eingedrungen und es blieben Lücken offen.
Die Kastellecken waren mit innen begehbaren Rundtürmen verstärkt, Durchmesser etwa 3,30 m, der Südost-Rundturm (Turm VI) hatte einen 0,8 breiten Eingang, seine Mauern waren 1,5 m breit. Die dazwischenliegenden Mauerabschnitte waren mit massiven Hufeisentürmen versehen worden, die vielleicht schon während der ersten Bauperiode entstanden, der Radius der Korbbögen der drei untersuchten Exemplare an der Südmauer betrug ca. 1,90 m, gegen das Innere des Kastells sprangen sie auf 7,7 m Breite um 120 cm vor. Auch an der Ostecke des Kirchlibucklagers soll nach Aussage (1905) einiger Zurzacher Bewohner einst ebenfalls ein solcher Rundturm gestanden haben, aber später eingestürzt sein. Nahe dem „Gasthaus von der Glocke“ befand sich das Südtor, es lag im einspringenden Winkel der Kastellmauer und öffnete sich nach innen ca. 3 m, nach außen ca. 4 m weit. Die Pflasterung des Durchgangs bestand aus flachen Mägenwilersteinen. Zu beiden Seiten des Tores befanden sich große Quader und Wasserrinnen. Jakob Heierli konnte in den Bodenplatten noch die Löcher der Türangeln ausmachen. Auf der Innenseite des Tors ließ sich längs der nach Süden verlaufenden Umfassungsmauer der Rest eines Estrichbodens erkennen. Einige vor dem Tor liegende größere Steine wiesen ebenfalls halbrunde Aushöhlungen auf. Die Außenmauern des Torbaus scheinen zudem mit Reliefs (Spolien?) versehen gewesen zu sein. Bei der Beseitigung des Mauerschuttes stieß man auf eine Art Architrav- und zwei Ouaderstücke, auf dem menschliche Arme und der Faltenwurf eines Gewandes erkennbar waren.

### Kastell am Sidelen
Das etwas kleinere Ostkastell wies einen stark nach NO verzogenen, rautenförmigen Grundriss (Seitenlänge ca. 50 m, Fläche 1480 m²) auf und war vermutlich an allen vier Ecken mit innen begehbaren Rundtürmen verstärkt, Zwischentürme sind keine bekannt. Im Norden wurde die Festung zusätzlich durch den Rhein gesichert. Ihre Fundamente waren noch bis Ende des 19. Jahrhunderts erhalten, heute ist davon nichts mehr zu sehen. Nach dem Hagnauerschen Plan ist um 1860 zwar der Verlauf aller vier Seitenmauern bekannt gewesen, die Beschaffenheit der Eckbefestigungen im Norden ist jedoch unklar (mit ziemlicher Sicherheit aber ebenfalls Rundtürme). Das Haupttor wurde an der Südwestfront konstatiert. Die Anlage könnte im Norden zum Rheinufer hin, geschützt von zwei Flügelmauern, auch offen gewesen sein und diente in diesem Fall wohl als Schiffsanleger (vgl. Ländeburgus). Alle Mauern bestanden aus stark verwittertem Kalkstein, der mit viel Kalkmörtel gemischt war. Ziegelmörtel kam nur in eingemauerten Stücken, die ursprünglich wohl von einem von einem Vorgängerbau stammen, vor. Das östliche Kastell muss demnach einige Zeit nach dem Westkastell entstanden sein; auch sein Grundriss und die Rundtürme sprechen deutlich dafür. Die am stärksten befestigte Seite war die Südostfront, die schwächste die (dem Kirchlibuck gegenüberliegende) Nordwestmauer. Die Mittelpunkte des Süd- und des Westturms lagen rund 50 m aus einander. Die Südostseite dürfte 48 m lang gewesen sein, diejenige der Rheinfront ebenso und diejenige der Südwestseite wohl ein wenig mehr. Der Winkel zwischen den Mauerrichtungen beim Südturm betrug 98 Grad u, derjenige beim Westturm 80 Grad. Heute ist vom Ostkastell nichts mehr vorhanden, da sein Baumaterial in früheren Jahrhunderten zum Bau neuer Häuser verwendet wurde. Mitte der Nordostmauer kamen 1903 an Funden ein paar Tonscherben und eine Rollennadel aus Bronze ans Tageslicht. Die Scherben gehörten zu zwei
Gefäßen. Das eine konnte wieder fast vollständig zusammengesetzt werden und entpuppte sich danach als eine große, weitbauchige Urne. Das andere war nur mehr zu zwei Dritteln erhalten; es handelte sich dabei um eine im schweizerischen Fundspektrum für gewöhnlich nur sehr selten vorgekommende Buckelurne. Beim Sondieren des südwestlichen Teil des Kastellareals kamen noch einige römische Ziegel und Knochen zum Vorschein.

#### Mauern und Türme
- Südostmauer: Diese wies eine Breite zwischen 3,5 m - 2,9 m auf; der Fundament-Vorsprung betrug 60 cm.[52]

- Südwestmauer: Sie konnte 1903 (wegen der in ihrer Nähe stehenden Obstbäume) nur durch Sondierlöcher in ihrem Verlauf verfolgt werden. Ihre Dicke betrug im Oberbau 2 m, im Fundament 2,65 m. Ungefähr in der Mitte der Mauer stieß man auf den SW-Torbau (Eingang V). An seiner Innenseite lag eine 4,3 m lange und 2,9 m breite Mauerplatte.[53]

- Nordwestmauer: Sie war auffallend schmal konstruiert. Ihre Dicke betrug beim Rundturm III lediglich 1,3 m und nahm dann noch bis 1,75 m zu. Das Fundament war auch hier etwas stärker als der Oberbau und stand etwas gegen das Kastellinnere vor.[54]

- Nordostmauer: Sie ist vermutlich schon in früheren Jahrhunderten (wie auch die des Kirchlibuckkastells) durch Unterspülung größtenteils in den Rhein gestürzt.[55]

- Verbindungsmauer zum Kirchlibuck: Von Turm III (Westecke) aus verlief eine 2 m dicke Mauer schräg nach Westen und zwar so, dass er noch an der Innenseite stand. Letztere ist identisch mit jenem Mauerzug, den Ferdinand Keller als bauliche Verbindung der beiden Kastelle ansah. Sie erstreckt sich aber nicht, wie laut dem Hagnauer Plan, direkt zum Kirchlibuck, sondern strebte eindeutig viel weiter nach Westen. Etwa 8,5 m von der Kastellmauer stieß man der an der Südseite der Verbindungsmauer auf 14 röhrenförmige Aussparungen die wie aufrecht neben einander gestellte Zementröhren aussahen. Von ihnen ausgehend, ließ sich der Mauer entlang ein schmaler Kanal mehrere Meter weit verfolgen, in dem in weiterer Folge Reste von vermoderten Holz zum Vorschein kamen.[56]

- Flügelmauer Süd: Von dieser Mauer, die sich vom Rundturm an der Ostecke bis zum Rheinufer erstreckte, war nach den Angaben Heierlis von 1899, nur noch ein kleiner Rest vorhanden. Sie war sehr massiv konstruiert und an ihrem Abschluss - vermutlich - ebenfalls mit einem Rundturm verstärkt worden.[57]

- Tore: Die Festung konnte über zwei Eingänge an der südwest- und südöstlichen Mauerseite betreten werden.[58]

- Rundtürme: An der Nordostecke stand (nach den damaligen Aussagen der örtlichen Bevölkerung) bis zur Inbetriebnahme der Kiesgrube der Rundturm I (Durchmesser Außenmauer 8 m). Die Nachforschungen Heierlis ergaben, dass dessen Fundamente zu seinen Lebzeiten zwar noch vorhanden waren aber ebenfalls restlos zerstört wurden. An der Rheinseite wurde am Ende des 19. Jahrhunderts eine Kiesgrube angelegt, wobei die dort noch vorhandenen Reste von Mauern und Türmen vollständig beseitigt wurden. An der Nordwestdecke des Kastells könnte Rundturm II gestanden haben. Er dürfte im Zuge der Erbauung des Mandach-Anwesens zerstört worden sein. Beim Abbruch des Herrenhauses und der Planierung seines Areals fand man keine Spuren des Kastells vor. In der Südwestecke des Kastells stieß Heierli auf den noch gut erhaltenen Unterbau des Rundturms III. Der Innenraum hatte einen Durchmesser von 4 m, die quadratische Fundamentplatte sprang 15 cm nach innen und außen vor. Seine Außenmauer war 1,85 m dick; im Innern des Turmes beobachtete man zudem eine Steinpflasterung die auf einer Lehmschicht auflag.[59]

- Innenbauten: Entlang der Westmauer stieß man 1903 nur auf die Grundfesten eines einzelnen, langrechteckigen Gebäudes. Es war zwischen dem Rundturm III und der Mauerplatte beim Eingangstor an der Südwestfront platziert. Die Langseite seiner Mauer verlief parallel zur Nordwestmauer in Richtung Rheinufer. 32,5 m vor der Südwestmauer bog die Grundmauern fast rechtwinklig gegen die Nordwestmauer ab, reichten jedoch nicht ganz an sie heran. Vermutlich befand sich dort der Gebäudeeingang.[60]

### Kleinkastell Rheinheim
Am nördlichen Ufer wurde der Brückenkopf durch ein mit vier quadratischen Ecktürmen verstärktes Steinkastell geschützt. Es entstand zeitgleich mit der Steinbrücke gegen Ende des 4. Jahrhunderts. Heute steht die St. Michaels Kirche und das Rheinauer Amtshaus über seinen Resten. Der Kirchturm steht auf dem Fundament des Turms in der NO-Ecke, Die Gebäude rundum (Kirchenschiff, Pfarrhaus, Gasthaus Engel) überdecken heute zum größten Teil das Areal des Kleinkastells. Es diente wohl als Etappenstation (Mansio) für Reisende (Zivilisten und Militärs) und war mit Unterkünften, vor allem mit Stallungen zur Unterbringung von Pferden und Wagen, ausgestattet. Beim Ausbau des Pfarrzentrums „Die Brücke“ entdeckte man eine römische Grabstele (Spolie) aus dem 1. Jahrhundert n. Chr., das Original ist heute Teil der Sammlung des Badischen Landesmuseums. Von ihm wurden zwei Kopien angefertigt, eine befindet sich in der Kirchenmauer gegenüber dem Portal von St. Michael, die andere wird im Museum Höfli (Zurzach) ausgestellt. Der römische Brückenkopf bildete den Kern des heutigen Rheinheim. Insbesondere während der Bauarbeiten für die Ortskanalisation und des Pfarrzentrums wurden einige römische Mauerzüge freigelegt.

## Wasserversorgung
Beim Gasthaus zur Glocke und am Nordfuß des Kirchlibuck stieß man auf zwei Sodbrunnen, die mit römerzeitlichen Material gefüllt waren. Die beiden Kastelle stehen auf einer Kieslage, in der Regenwasser relativ rasch versickern kann. Etwas oberhalb des Rheins ließen sich auch einige Quellen nachweisen. Die Besatzung konnte also sowohl auf dem Kirchlibuck, auf Sidelen und noch bequemer zwischen den Kastellen durch Brunnengrabungen an frisches Wasser gelangen.

## Garnison
Welche Einheiten der weströmischen Armee in den Kastellen stationiert waren, ist mangels Quellen unbekannt. Laut der Notitia dignitatum hatte im späten 4. Jahrhundert ein Dux provinciae Sequanicae das Oberkommando über diesen Grenzabschnitt inne. Die Limitanei oder Ripenses in Zurzach hätten demnach seiner Streitmacht angehören müssen. Die in der Notitia überlieferte Truppenaufstellung ist vermutlich im Mittelalter unvollständig kopiert worden, da dort nur eine einzige Truppe, die Milites Latavienses (= Batavi oder Latovici), angeführt ist. Diese kann jedoch nicht das gesamte Truppenaufgebot dieser Provinz im 4. und 5. Jahrhundert gestellt haben. Auch andere, in der Notitia aufgelistete Einheiten, könnten ursprünglich in der Sequania stationiert bzw. dort ausgehoben worden sein. Theoretisch könnten in Tenedone aber auch Marinesoldaten (milites classiari) und die Mannschaften (classiari/classici) der Navis lusoria der spätrömischen Rheinflotte gelegen haben. Beweise hierfür konnten bislang aber noch keine beigebracht werden.
Ab 443 wurden am Hochrhein mit Rom verbündete Burgunden (foederati) angesiedelt und lösten spätestens ab 460 die regulären römischen Grenzeinheiten ab. Danach gründeten sie ein eigenes Reich und dehnten ihren Machtbereich immer weiter Richtung Westen aus.

## Vicus
Interessant an Zurzach ist die dreimalige Verlagerung des Siedlungsschwerpunktes seit der frührömischen Zeit bis ins Hochmittelalter. Über die Lage der Zivilsiedlung im 4. Jahrhundert kann nur spekuliert werden. Dass sie existierte, belegen Gräber unter dem Verenamünster, die während des 2. oder 3. Jahrhunderts, jedoch noch vor der Entdeckung des Heiligengrabes und Errichtung der Kirche im römischen Gräberfeld angelegt wurden. Vermutlich hat sie ihr Areal ab Brückliäcker landeinwärts ausgedehnt und liegt heute größtenteils unter dem mittelalterlichen Stadtkern. Sie entwickelte sich wahrscheinlich auf beiden Seiten der Römerstraße, die südlich vom Rhein verlief. Ganz aufgegeben wurde «Tenedoae» in der nachrömischen Periode nicht, wahrscheinlich zog sich die Zivilbevölkerung in den «Oberflecken» zurück. Dieser wirkt wie ein Dorfkern ohne Kirche, wahrscheinlich bestand hier schon in vorrömischer Zeit eine Siedlung. Die spätrömischen Kastelle selbst boten zwar nicht viel Platz, doch für die romanische Restbevölkerung war es wohl noch ausreichend.

## Badehaus
Jakon Heierli deutete die im Jahr 1903 an der Zürcherstraße zwischen den spätrömischen Verteidigungsanlagen ergrabenen römischen Gebäudereste noch als eine Art Zollamt. 1934 erfolgten dort Modernisierungsarbeiten die, 20 Meter weiter westlich, eine Hypokaustenanlage und Wasserbecken ans Tageslicht brachten. Rudolf Laur-Belart dokumentierte den Grundriss des Gebäudes. Die Mauerreste stammen wohl aus der Zeit um 260. In der mittleren Kaiserzeit befanden sich die Bäder meist wegen der hohen Brandgefahr außerhalb der Befestigungsmauern, während der Spätantike mussten sie ins Kastellinnere verlegt werden. In Zurzach dürften die Lage im Réduit zwischen den Kastellen ausreichend Schutz geboten haben. Das mehrphasige Badegebäude (thermae) maß 28 × 10 m, bestand aus 5 Räumen (Reihenbadtypus), wurde wahrscheinlich schon im 1. Jahrhundert errichtet und stand bis zum 4. Jahrhundert in Verwendung. Nahe dem insgesamt 135 m² großen Badehauses konnten die Überreste eines weiteren Steingebäudes nachgewiesen werden. Trotz unterschiedlicher Bauweise spricht seine Ausrichtung und die Nähe beider Bauten zueinander für einen funktionalen Zusammenhang, wobei dessen Lage an der römischen Fernstraße auf eine Herberge (mansio) hindeuten könnte. Bis auf vereinzelte Befunde aus dieser späten Bauperiode scheint es ansonsten keine Anzeichen zu geben, die noch für andere, auch größere Steingebäude sprechen würden.

## Frühchristliche Saalkirche
Wie in den Lagern von Kaiseraugst (Castrum Rauracense), Stein am Rhein (Tasgetium) und Schaan, stieß man auch am Kirchlibuck auf frühchristliche Kultbauten. Sie zählen zu den ältesten Gebäuden dieser Art am Hochrhein. Die Kirche diente wohl ebenfalls der Liturgie und den vom Mailänder Bischof Ambrosius vorgeschriebenen Taufriten. Die Taufanlage von Zurzach erfüllte, trotz ihrer nur rudimentären Ausstattung, die notwendigsten Kriterien für den Taufritus. Wichtig ist dabei auch zu erwähnen, dass die Kirche wesentlich älter als das Baptisterium ist. Erstere hätte dann wohl anfangs der römischen Garnison gedient. In der Kirche kam eine Münze aus der Zeit des Theodosius II. (408–450) oder Valentinian III. (425–455) zum Vorschein. Das sehr breite Kirchenschiff, die einspringenden Flügelmauern der Apsis und die quadratische Form des Taufbeckens weisen eindeutig in die spätrömische Zeit. Die letzten großen Bauaktivitäten am Rheinlimes (Befestigungsarbeiten durch Valentinian I. ab 374, noch vor der Landnahme der Alamannen im Jahr 401) lassen als wahrscheinlichste Gründungszeit des Sakralbaues die Wende vom 4. zum 5. Jahrhundert annehmen. Nachdem das Taufbecken in der heutigen Form später als die Kirche errichtet wurde, wird es samt seinen Umbauten wohl erst im 5. Jahrhundert entstanden sein. Offen bleibt die Frage, ob hier ein Vorgängerbau stand.
Das Gotteshaus hatte einen quadratischen Grundriss (16 m Seitenlänge), mit Apsis, Sakristei und Baptisterium und stand knapp an der Südwest-Mauer. Die Apsis (das Allerheiligste) war vom Kirchenschiff durch eine bemalte Schranke aus Mauerwerk vom Andachtsraum abgetrennt. 1955 fand man weiße Putzfragmente mit aufgemalten, roten Gittermustern und Linien aus der zweiten Hälfte des 4. Jahrhunderts, vermutlich Reste der Apsidenschranke. Ihr Boden war etwas höher als der des Kirchenschiffes und sein Estrich mit Ziegelstaub durchmischt der ihm eine rötliche Färbung verlieh. Der Eingang zum sehr schlicht gehaltenen Baptisterium befand sich im Süden des Kirchenschiffes. Es handelte sich hierbei nur um einen schmalen, lang gestreckten Raum zwischen der SO-Kirchenwand und der Kastellmauer.
Der Boden des Baptisterium war ebenfalls um einige Zentimeter höher, in ihm war ein langrechteckiges, mit Ziegelmörtel ausgestrichenes Taufbecken (piscina) eingelassen. Es maß ca. 1 × 1 m, war 60 cm tief und wurde während seiner Nutzungszeit (bei gleichbleibender Tiefe) zweimal bis auf 90 × 50 cm verkleinert. Das Becken fasste anfangs ca. 600 Liter, das verengte nur mehr weniger als die Hälfte und der ursprünglich eingebaute Wasserablauf wurde bei den Umbaumaßnahmen verschlossen. Das Taufbecken ist im Vergleich zu anderen etwas ungewöhnlich gestaltet, in der Regel führen die Stufen — meistens drei in größeren Baptisterien — ohne Aufstieg ins Becken, das auch von einer Brüstung umgeben sein kann.
Zur Apsis hin schloss sich ein weiterer Raum mit Feuerstelle (präfurnium) an, vermutlich zur Erwärmung des Taufwassers. Taufanlage und seitliche Kirchentüre dürften gleichzeitig entstanden sein. Ungeklärt blieb die Position des Eingangs zum Heizraum, entweder von der Ostwand oder der Apsis her. An den beiden Wänden vor dem Becken waren Steinbänke vorgebaut, sie dienten wohl zur Kleiderablage der Täufkandidaten. Die Taufhandlung selbst wurde meistens verhüllt vorgenommen; deshalb verfügten solche Baptisterien über Baldachine oder Ciborien mit Vorhängen.

## Priesterhaus
Östlich der Kirche war ein weiteres, langrechteckiges (15 m lang und 5,5 m breit) Gebäude an die Kastellmauer angebaut. In seinem inneren fand man eine Feuerstelle und einen beheizbaren Raum. An der Westmauer erkannte man eine
ausgehöhlte Stelle in der Mauer, wohl ein Wasserablauf. Das Gebäude wird als Katechumeneion (= Versammlungs- und Unterrichtsort für Täuflinge) oder Wohnhaus für den Priester interpretiert. Diese Bauwerke aus dem 5. Jahrhundert sind somit ein klarer Beweis für das Fortbestehen der römisch-christlichen Kultur während der Völkerwanderungszeit.

## Rheinbrücken
Brücken nahe der heutigen Rheinbrücke Zurzach–Rheinheim, verbanden die beiden Zurzacher Kastelle mit dem Kleinkastell in Rheinheim. Zwischen Kirchlibuck/Sidelen und der St. Michaels Kirche in Rheinheim am Nordufer wurden 1819 bei extrem niedrigem Wasserstand erstmals die Überreste von zwei Brücken beobachtet und von einem Zurzacher Arzt aufgezeichnet. Die stark erodierten Pfahlköpfe ragten noch zwischen 0,3 m und 1 m aus dem Grund. Alle in den 1980er Jahren geborgenen Pfähle bestanden aus Eichenholz. Da die ursprüngliche Grösse der einzelnen Brückenjoche wegen der fehlenden Pfähle nicht bestimmt werden konnte, ließen sich die Dimensionen der römischen Brücken nicht mehr rekonstruieren. Die Pfähle aller drei in Zurzach festgestellten Brücken weisen einen Durchmesser von 25–30 cm auf. Trotz ihres höheren Alters waren die römischen Exemplare noch in grösserer Länge erhalten, was wohl mit ihrer Einrammtiefe zusammenhängt. Für die römische Brücke des 4. Jahrhunderts sind hauptsächlich Rundhölzer verwendet worden. Unter den mittelalterlichen kommen hingegen Spalthölzer häufiger vor. Bei den römischen Pfählen war die Spitze zudem wesentlich kürzer zugehauen worden als bei den mittelalterlichen. Ihre eisernen Pfahlschuhe wiesen vier schmale Bänder zur Befestigung auf und waren nur vertikal mit Nägeln befestigt worden. Deshalb blieben auch die am Flusskies angerosteten Pfahlschuhe bei der Bergung der Pfähle häufig im Grund stecken.

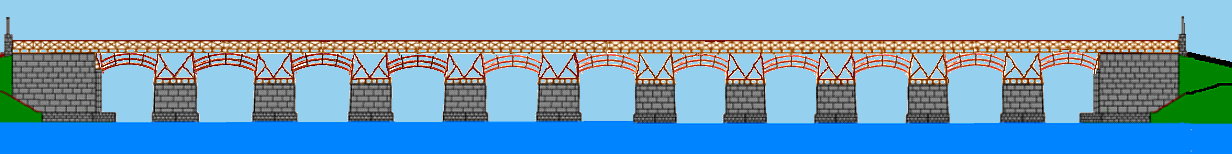
Rekonstruktionsskizze der römischen Brücke von Newcastle u.T. (Pons Aelius), Steinpfeiler mit hölzernen Oberbau (2. Jahrhundert n. Chr.)

### Holzbrücke
Diese einfach aufgebaute Brücke bestand aus sieben Pfahlreihen, sog. Jochen, in Abständen von etwa 15 m (Joch 1–Joch 7), die Breite dieser Joche betrug ca. 10 m. Sie erinnert stark an jene Konstruktion, die schon Julius Cäsar bei seinen Rheinübergängen anlegen ließ und in seinem Werk über den Gallischen Krieg detailreich beschrieben hat. Neben der römischen Brücke bei Augst, dürfte sie zu den ältesten Exemplaren dieser Art am Hochrhein zählen. Erbaut wurde sie wohl von einer Vexillation der Legio XIX, die durch zahlreiche epigraphische Zeugnisse als Garnison des Dangstetter Lagers belegt ist. Von dieser Brücke konnten vier Pfähle datiert werden. Da nur noch ihr Kernholz vorhanden war, konnte deren Fällzeit nur ungefähr geschätzt werden. Der jüngste Wachstumsring datiert in das Jahr 278 n. Chr. Rechnet man mit weiteren 10–20 abgewitterten Kernholzringen sowie 20 Splintringen bis zur Rinde, ergibt sich eine Fällzeit im Bereich von 308–318 n. Chr.

### Steinbrücke
Die zweite, nahe stromaufwärts gelegene Brücke entstand erst in einer Zeit, in der der Ausbau diese wichtigen Nord-Süd-Verbindung aus dem Schweizer Mittelland zur oberen Donau als feste Heerstraße abgeschlossen war. Man nahm an, dass sie schon seit dem 1. Jahrhundert existierte, aber sie wurde wohl erst im letzten Drittel des 4. Jahrhunderts errichtet, dies ergab der dendrologische Befund an fünf Pfählen (Piloten) der insgesamt acht entdeckten Exemplare sowie umfassende Reparaturspuren am (vielleicht durch Eisgang beschädigten) Brückenpfeiler II, die anscheinend im Jahr 376 n. Chr. vorgenommen wurden. Im Jänner 1985 konnten mehrere Pfähle aus dem Flussbett geborgen und danach dendrochronologisch (Jahresring-Messmethode) untersucht werden. Dabei stellte sich heraus, dass die Bäume für die Pfähle der oberen Brücke in den Jahren zwischen 348 und 376 geschlagen wurde, wobei die Waldkantenuntersuchung die Unterscheidung von zwei Bauphasen in den Jahren zwischen 368 und 376 ermöglichte. Durch den nachgewiesenen Wuchsbeginn (Mark) in der zweiten Hälfte des 3. Jahrhunderts setzen sich die 23 datierbaren Pfähle dieser Brücke klar von jenen der älteren ab. Ein sicheres Fälldatum (368 n. Chr.) konnte jedoch nur bei einem Exemplar beobachtet werden. Da aber eine ganze Serie von Hölzern über vermutliche Waldkanten in den gleichen Jahren verfügt, dürfen die Fälldaten zwischen 368 und 376 n. Chr. als gesichert gelten. Der einzige beurteilbare Pfahl mit dem Schlagjahr 368 n. Chr. war als Kantholz zugerichtet worden, die jüngeren mit den Daten 376 n. Chr. wurden nur oberflächlich zugerichtet oder waren gänzlich unbehauen. Man schliesst daraus, dass bei der Steinbrücke zwei Bauphasen vorliegen und im Jahr 376 n. Chr. gelagertes Holz mit fällfrischen verbaut wurde. Ob es sich bei den Hölzern dieser Zeitstellung um einen Ausbau oder die Wiederherstellung der – vielleicht durch Hochwasser beschädigten – Brücke von 368 handelt, kann nicht mit letzter Sicherheit beantwortet werden, da insgesamt nur wenige der Pfähle datierbar waren.
Von ihr standen nach den Beschreibungen noch 5 Joche im Abstand von jeweils 12 m, von welchen jedes aus 18–20 Pfählen bestand, die in Rautenform angeordnet waren (Joch 8–Joch 12). Auf einem Joch sollen noch einige horizontal liegende Balken gelegen haben. Diese Pfahlgruppen werden als Fundamente von steinernen Brückenjochen angesehen. Es scheint sich bei ihr – zumindest in der ersten Bauphase von 376 – um eine Pfahlrostbrücke gehandelt zu haben. Auf eine solche Ausführung könnte auch die (gegenüber mittelalterlicher Pfählen) grössere Einrammtiefe hinweisen. Im 4. Jahrhundert war diese Art der Fundamentierung weit verbreitet – auch bei Magazinbauten an Gewässern. Durch die massivere Konstruktion der Joche konnte auch eine längere Lebensdauer der Brücke erreicht werden. Über den Oberbau, entweder aus hölzernem Sprengwerk oder steinernen Bögen, gibt es ebenfalls keine gesicherten Anhaltspunkte bzw. archäologische Funde. Über ihre Erbauung bzw. Zerstörung durch Krieg- oder Naturgewalt wurde in den einschlägigen Schriftquellen nichts überliefert. Ab dem Mittelalter bis Anfang des 20. Jahrhunderts (Bau der ersten neuen Brücke im Jahr 1906) verkehrte hier nur eine Fähre.
Spekuliert wird auch darüber, dass die antike Brücke durch eine fünf- oder sechsjochige Steinbogenbrücke ersetzt worden sein könnte, ihre Erbauung soll um 1275 im Auftrag des Hochstift Konstanz erfolgt sein. 1985 wurde in diesem Zusammenhang auch festgestellt, dass nahe der heutigen Brücke eine weitere stand und diese tatsächlich aus dem 13. Jahrhundert stammt. Mitte dieses Jahrhunderts, um 1250, erfolgte der Übergang der Herrschaft vom letzten Küssenberger Grafen an das Bistum Konstanz. Es ist daher sehr wahrscheinlich, dass damals im Auftrag seines (sehr einflussreichen) Bischofs diese Brücke komplett neu erbaut wurde. Daraus lässt sich in weiterer Folge annehmen, dass die spätrömische Brücke damals – auch infolge der zahlreichen Hochwasserereignisse – schon zerstört war.